# Українська кухня
Украї́нська ку́хня — звичний українському народу спосіб приготування їжі, досвід і звичаї, які пов'язані з українською культурою, кулінарне мистецтво українців.
Українська народна кухня належить до сукупності європейської системи харчування, водночас почасти містить й складові кухонь азійських народів.
Українські страви відомі своїм різноманіттям і високими смаковими якостями. Українська кухня нараховує сотні рецептів: борщі й пампушки, паляниці й галушки, грибна юшка, грибний соус, бануш, вареники й ковбаси, печені та напої з фруктів і меду, відомі далеко за межами України. Кулінарний туризм посідає перше місце серед намірів, заради яких Україну відвідують іноземні туристи.
Багато особливостей української кухні обумовлені способом життя українського народу, переважна більшість якого заробляла на прожиток важкою хліборобською працею. Щоби виконувати таку виснажливу роботу, людям була потрібна ситна, калорійна їжа. Тому для української кухні властиві страви, що багаті і на білки, і на жири, і на вуглеводи.
Кожному з етнографічних регіонів України властиві свої відмінності кухні, зумовлені історичними особливостями та звичаями, а деякі страви української кухні, наприклад борщі й вареники, увійшли до меню міжнародної кухні.
Борщ, вареники, куліш — не тільки смачні та поживні страви, а й яскраві кулінарні бренди України, які мають власну глибоку і захопливу історію. Деякі українські страви мають багатовікове минуле, як-от, український борщ, який 2022 року увійшов до Репрезентативного списку нематеріальної культурної спадщини людства ЮНЕСКО.
Страви української кухні, особливо з картоплі, мають багато спільного також і зі стравами білоруської кухні. Українській кухні — більше, ніж російській чи білоруській — притаманні овочеві страви. Чимало українських страв за назвами й складом мають багато спільного зі стравами західних слов'ян.

## Історія
Українська кухня створювалась протягом багатьох віків, тому вона певною мірою відбиває не тільки історичний розвиток українського народу, його звичаї і смаки, а й соціальні умови, природні та кліматичні особливості, в яких перебував український народ в ході свого історичного розвитку.
Уже в часи трипільської культури (5-6 тисяч років тому), яку сприйняли східні слов'яни, населення Правобережної України вирощувало зернові культури — пшеницю, ячмінь і просо.
На теренах стародавньої та середньовічної Європи існували два способи харчування, які визначили подальшу історію повсякденного життя європейців: для греків і римлян був притаманний рослинний спосіб харчування (пшениця, оливки, виноград), а так звані варвари віддавали перевагу м'ясній моделі (дичина, м'ясо свиней з лісових випасів, воловина, риба), тобто існувало протиставлення двох типів господарств: обробки земель під землеробство і привласнення «дарів» дикої, неосвоєної, первісної природи. Як хліборобство для римлян є ознакою вищої культури виробництва продуктів харчування, так м'ясо для північної Європи визначається в культурі як головна цінність. Протистояння й пізніший взаємовплив цих двох способів харчування, створили передумови для розвитку європейської народної кулінарії.
Джерела часів давньої Русі, вказують на значно менше протиборство хлібного та м'ясного досвіду харчування на теренах України. Через Візантію сюди швидко та безболісно проник греко-римський зразок харчування, чому сприяли також родючі ґрунти, близькість та погодні умови стародавньої України. Водночас її природні запаси були багаті на дикоростучі рослини, дичину та рибу, що аж до XVIII століття становило вагому частку місцевого харчування.
До XIX століття луки й ліси використовувалися для випасу свиней, великої та дрібної рогатої худоби, яка так само була суттєвою складовою харчування. Можна припустити, що на українських землях здавна, ще із середніх віків і до Нового часу, мирно співіснували обидва європейські взірці харчування. У XVII—XIX століттях внаслідок соціально-економічних змін у середовищі українського селянства (приєднання України до Московського Царства, спричинило швидке закріпачення переважної його частини) і зміни структури природно-географічного середовища. Український спосіб харчування схиляється до переважання рослинної моделі й лише в новітні часи знову повертається до зрівноваженої рослинно-м'ясо-молочної.
До XVII століття в Україні збереглися всі городні рослини, які вирощували у класичному середньовіччі: часник, цибуля, огірки, буряк, капуста, морква, ріпа, петрушка, селера, латук, пастернак, редька, салат, а з кінця XVIII ст. додалася картопля. Згадка про картоплю на Запоріжжі трапляється у XVIII ст., яку тут ще називали «земляними яблуками».
У XIX столітті картопля дуже поширилася в Україні, її використовують для приготування перших та других страв й гарнірів до рибних та м'ясних страв. Цей овоч став в Україні «другим хлібом» і знайшов широке застосування — майже всі перші страви починають готуватися з картоплею, заміняючи нею звичну городину — пастернак, ріпу.
Від часів пізнього Середньовіччя в українській кухні поступово оприявнилися два напрямки, поєднання яких у XVII—XVIII століттях витворило національну гастрономію, чітко усвідомлювану сучасниками. Одним із різновидів був «посполитий» — «селянська кухня», що часто ототожнюється з борщем, варениками і салом, ця кухня в Україні-Русі була спільною для селян, козаків, шляхти й священників, стіл яких хіба що вирізнявся заможністю.
Також існував інший представник української кухні — «аристократична кухня» (зі східними й західними впливами), поширена переважно при дворах руських князів та церковної верхівки. Ця кухня постала від модних віянь королівського двору Речі Посполитої, що сам був під впливом італійської, а згодом французької культури, а також східних патріархів з османськими віяннями. У ті часи вміння кухаря не тільки готувати складні страви, а й вишукано подати страву до столу, часом цінувалося більше, аніж інші його здібності.

## Визначальні ознаки

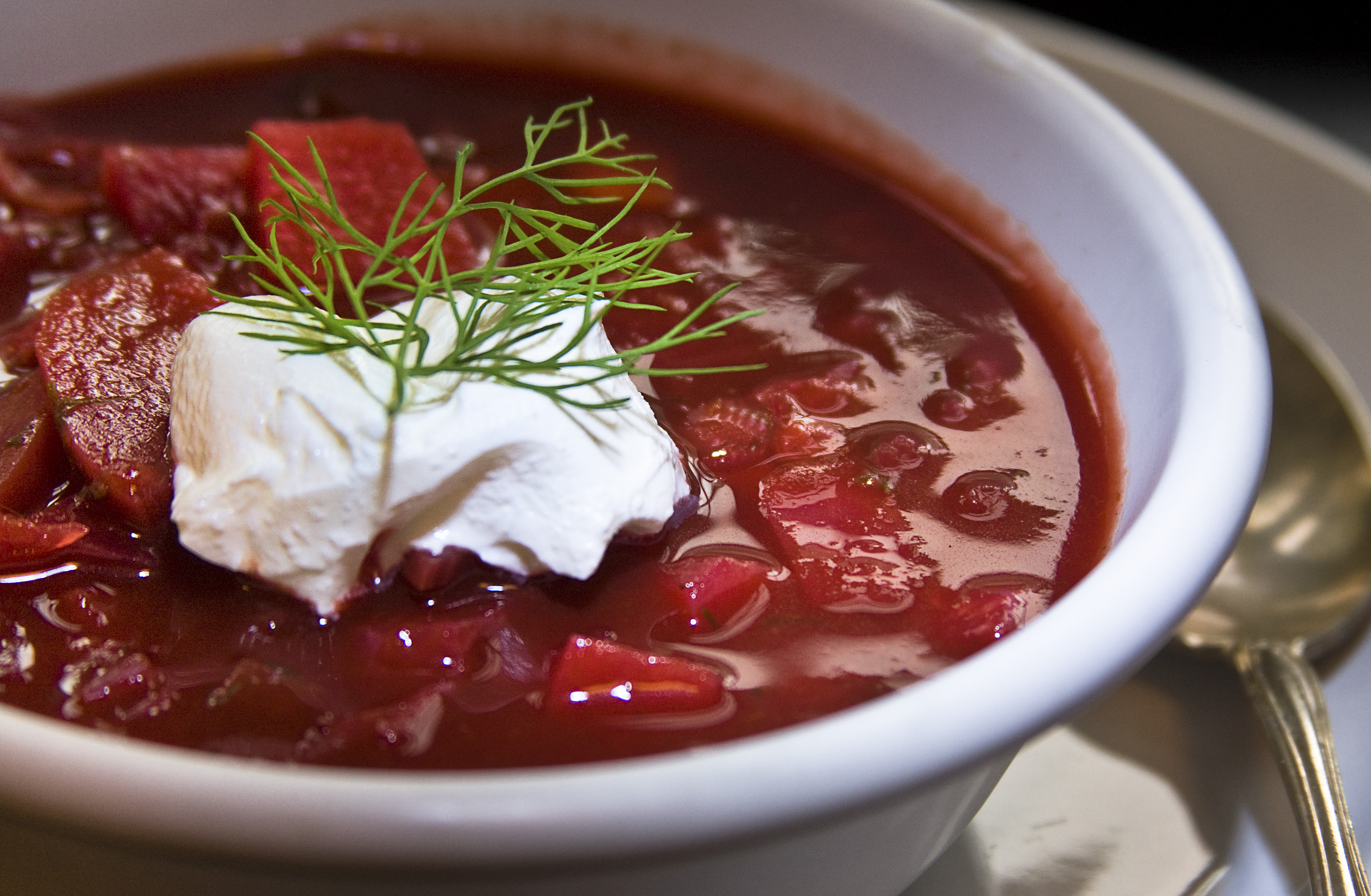
Борщ

У загальних рисах українська кухня надзвичайно різноманітна, її головна особливість — велика кількість складників. Найвиразнішою у цьому відношенні стравою є борщ, який належить до високих здобутків світової кулінарії. Ареал його споживання поширився далеко за межі України.
В українській кухні дуже багато продуктів зазнають складної теплової обробки — спочатку їх обсмажують або варять, а потім тушкують або запікають. Це є найбільш відмітною рисою технології української кухні. Складна теплова обробка дає змогу зберегти аромат страв і надає їм соковитості. Велику кількість страв (крученики, фарширована птиця й овочі, шпиговане салом і часником м'ясо) готують у шпигованому і начиненому вигляді.
Особливо смачні і корисні комбіновані страви з м'яса та овочів — голубці з м'ясом, крученики волинські, яловичина шпигована з буряками тощо. Переважними способами термообробки продуктів в українців є варіння й тушкування, а серед найпоширеніших продуктів — овочеві й борошняно-круп'яні.

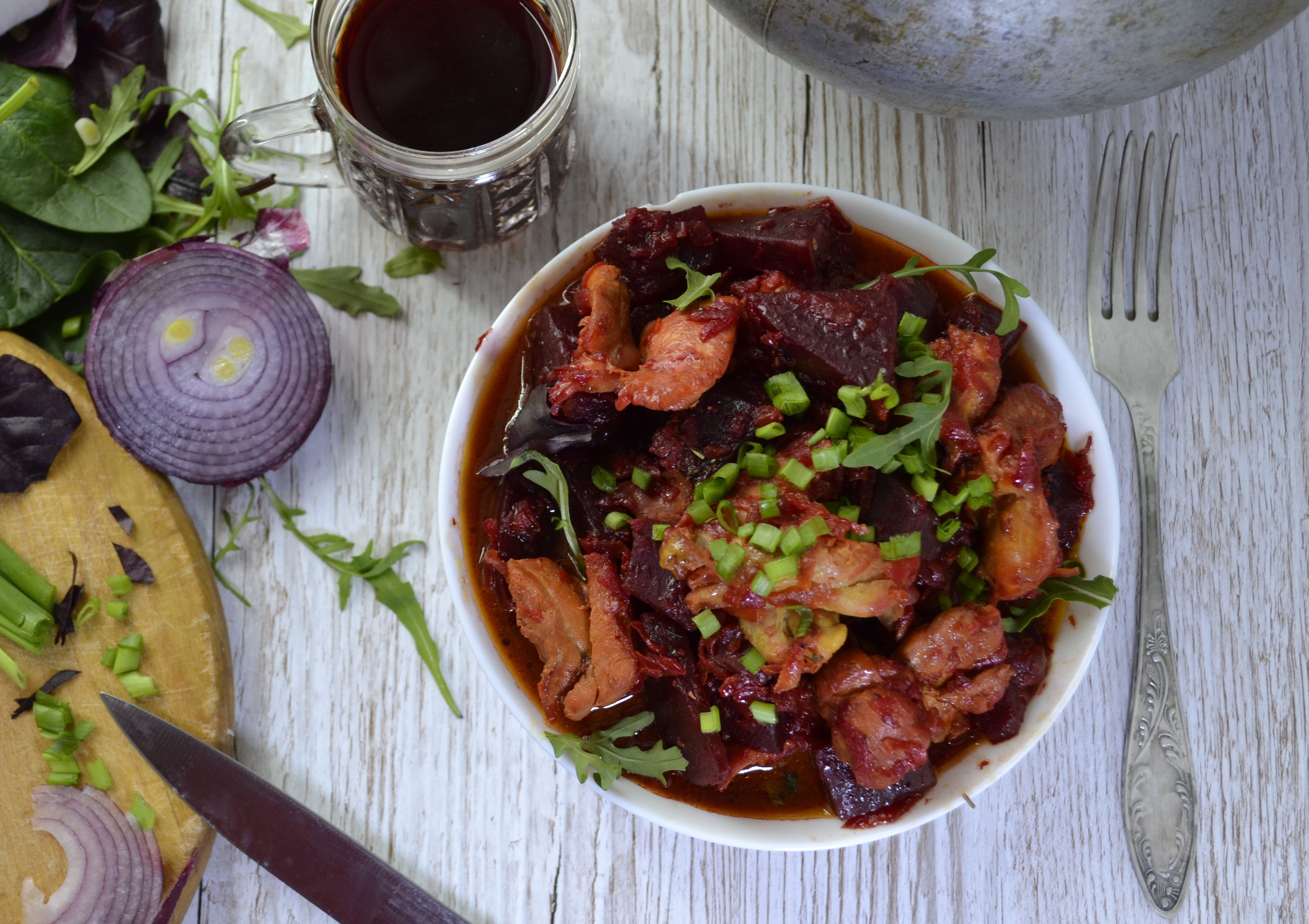
Шпундра

Для української кухні притаманним є :
- Значне вживання страв з борошна та круп, зокрема виробів із вкислого житнього й пшеничного борошна, пирогів, короваїв, калачів, а також із прісного тіста: вареників, галушок, млинців, киселів, каш, а також хліба з маком і медом.
- Переважання варіння і тушкування над смаженням, солінням, коптінням.
- Складна теплова обробка продуктів для приготування других страв. Характерна подвійна обробка (відварити, потім тушкувати чи підсмажити, або трохи підсмажити, потім тушкувати).
- Особливими безалкогольними і алкогольними напоями української кухні є меди, кваси, збитні, узвари. Горілка з'явилася за часів Запорізької Січі, традиційними є настоянки на горілці, як то перцівка, медовуха, часниківка тощо.
- Нарізне вживання овочів, а не їх подрібнених сумішей у вигляді салатів, вінегретів. Салати — пізнє запозичення із Західної Європи.
- Смакова різноманітність страв і продуктів української кухні, досягається поєднанням різних способів теплової обробки, використанням різних жирів і вживанням місцевих звичних прянощів, таких як цибуля, часник, хрін, кріп, петрушка, кмин, чебрець та інші. Чорний перець, кардамон, гвоздика, кориця — пізні запозичення з XVI—XVII ст.
- Щоденне вживання рідких гарячих перших страв: спочатку вариво із зіллям, пізніше борщі, супи, холодники, кулеші та інші, що базуються переважно на рослинній основі.
- Широке вживання свинини і сала.
- Поширене вживання сметани та іншого набілу.
- Часте застосування олії, насамперед соняшникової.
- Повсюдне використання яєць.

## Регіональні особливості

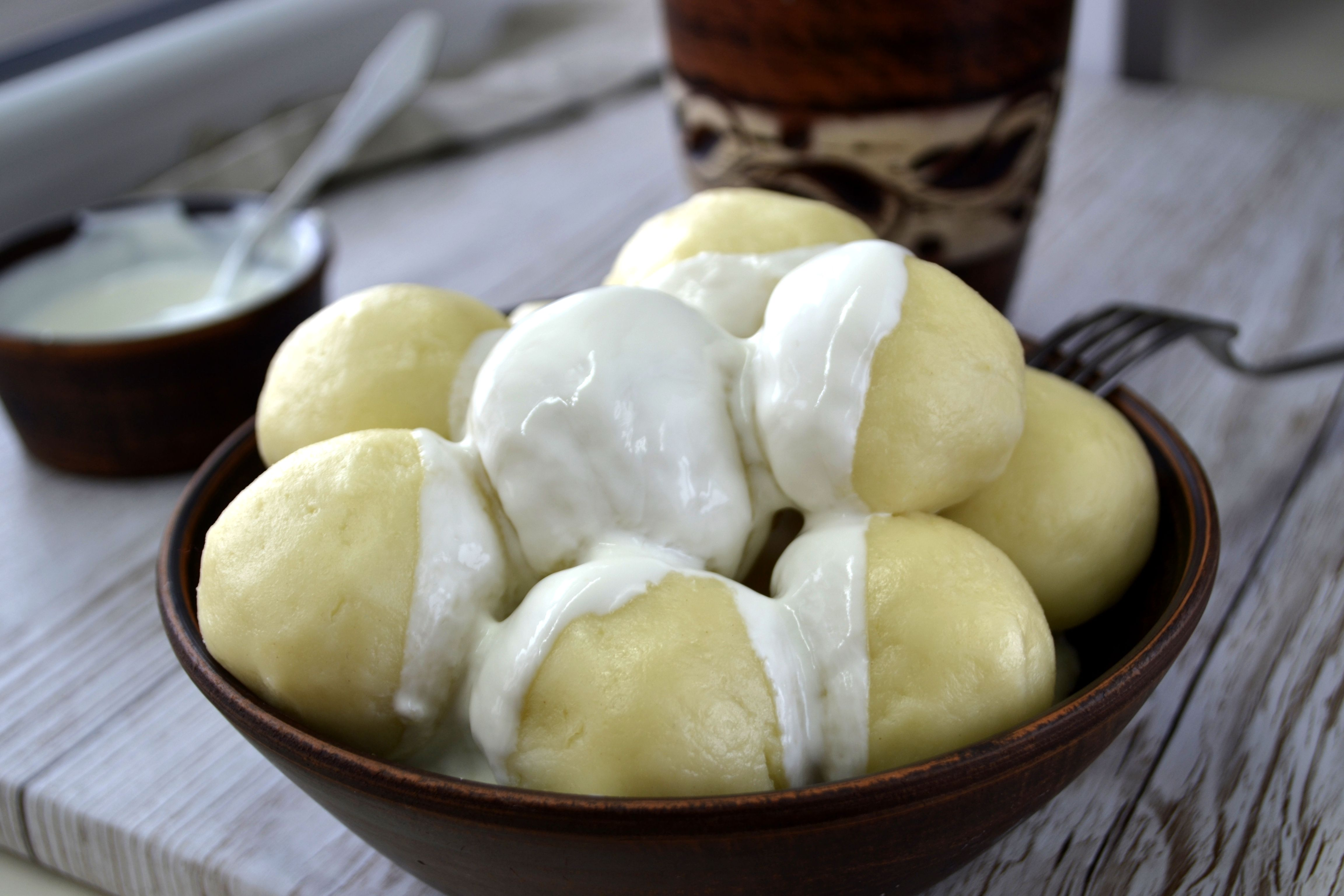
Полтавські галушки

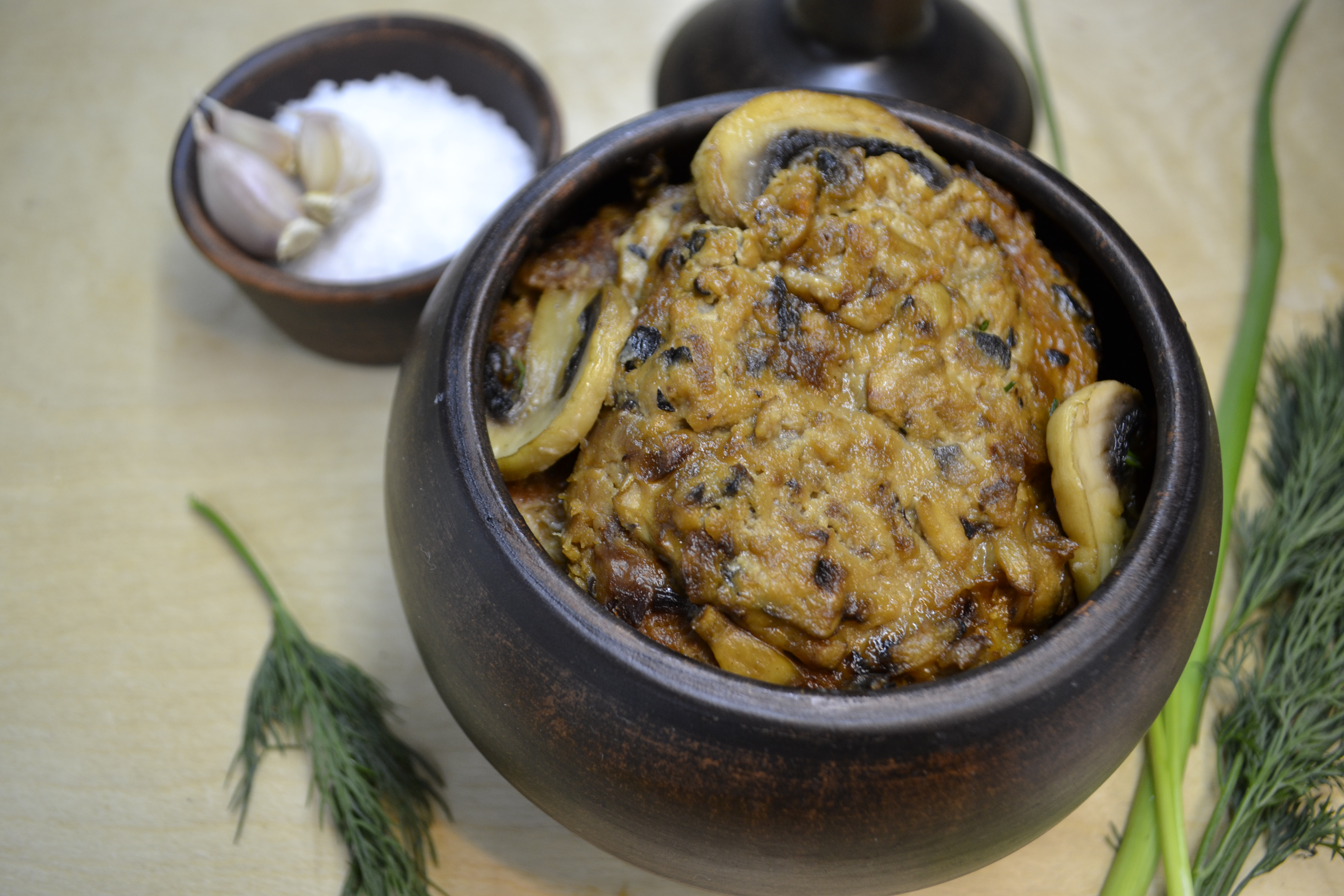
Бандуряники

Кожен регіон України має власні гастрономічні особливості та страви, що стали символами. На Одещині такими є биточки з тюльки, риба-фіш та форшмак. Донеччина відзначається рулькою по-донбаськи, котлетою по-донбаськи та окрошкою. Київщина славиться котлетою по-київськи, а Львівщина вирізняється галицьким сирником і струдлями. Закарпаття славиться завиванцями та бограчем, Буковина — чинахами й мамалигою, а Дніпропетровщина визначається фірмовою юшкою. Хмельниччина пропонує м'ясні рулети, ковбаски та пироги з горохом в часниковій заправці. Прикарпаття славиться баношем і грибною юшкою, Чернігівщина пропонує печеня в горщиках і пиріжки з калиною, а Херсонщина вирізняється баклажанами по-херсонськи та баклажанною ікрою. Харківщина визначається борщем по-слобожанськи та гречаниками. На Волині це мазурики по-волинськи, на Полтавщині — полтавські галушки та пундики, на Рівненщині — картопляники, мацик,  помідори по-рівненськи, а на Житомирщині — деруни. На Миколаївщині — юшка по-миколаївськи, борщ із бичками.
Особливий статус мають страви, які внесено до переліку нематеріальної культурної спадщини України:  яворівський пиріг в Галичині, сахновщинський коровай з Харківщини, кавова традиція кримських татар тощо.

## Перші страви

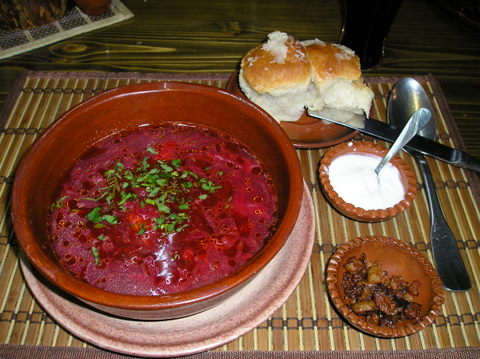
Борщ з пампушками

### Борщ
Серед перших страв головне місце посідає борщ. Серед місцевих різновидів є борщ галицький з вушками, полтавський з галушками, пирятинський пісний із квасолею та рибою, поліський із грибами, наддніпрянський із пшоном, волинський з вишнями або чорносливом та багато інших. До того ж, кожна господиня, господар готують борщ за своїм особливим рецептом. Це традиційна українська страва, яку їли бодай не щодня та подавали і на вечорницях, і на весіллі. Добре приготований у печі борщ не приїдався, а другого дня був навіть смачнішим, ніж першого.
На Поліссі борщ здавна вважався символом родини, адже усі складники, вмліваючи у глиняному горщику, передають свої смаки одне одному, і утворюють неповторну смакову гаму. Перше ніж подати на стіл — господиня «затирала» борщ, тобто товкла у ковганці топлений здір (смалець) з сіллю та часником. У гарній хаті борщ подавали гарячим, та таким, щоби з нього ще пара йшла. Українці вірили, що то не просто пара, а духи предків, які відійшли у світ інший, а нині завітали, щоби допомагати їм. Подати гостю борщ без пари, або й зовсім холодним — вважалося за неповагу. У давні часи м'ясо у борщі можна було зустріти лише на великі свята, бо свиней часто не кололи. Коли не було посту — клали ще й добрячу ложку сметани.
Не менш поширені в Україні також гороховий суп, капусняк, розсольник, зелений борщ. Багато страв, які раніше вважали звичними і широко використовували, згодом почали забувати — це, наприклад, кулеші, лемішки, шпундра, верещака тощо.

### Юшка з риби
Дуже розповсюджена в Україні, слов'янська рідка страва, різновид юшки — основною складовою рибної юшки, є риба. Насамперед, в Україні для юшки береться окунь, йорж, судак, карась абощо, а також овочі, прянощі та ярина. Наприкінці обов'язково додається дрібно нарізаний або почавлений часник із сіллю, меленим перцем і дрібно нарізаною зеленню (цибуля, петрушка, кріп, селера) з додаванням невеликої кількості навару з риби. Така приправа у козаків називалася «саламуром» чи «льоком».

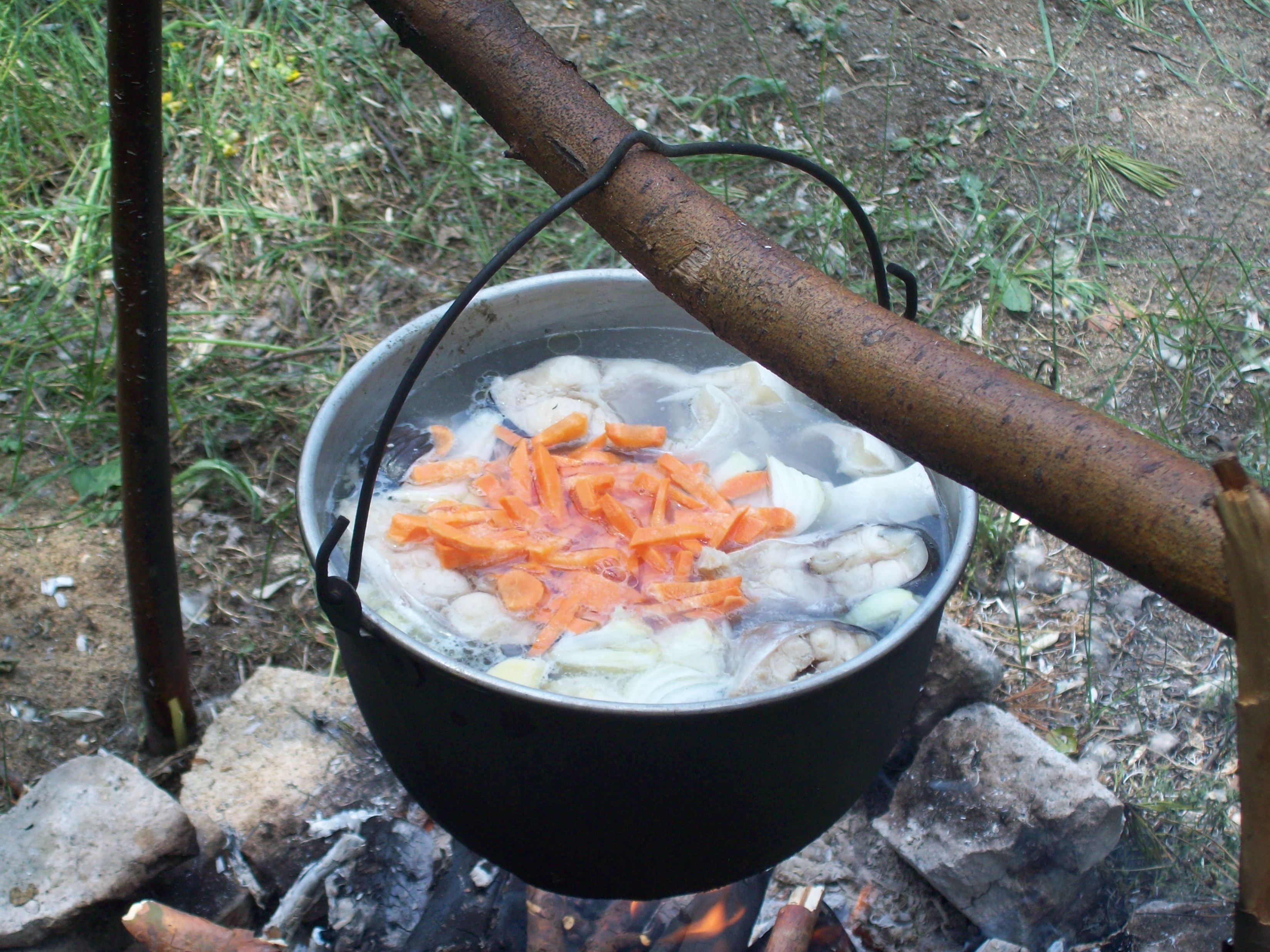
Козацька юшка

Рідко зварене борошно на риб'ячій юшці в давнину називалося щербою. Згодом, так стали називати круту юшку з різних видів риб або юшку, заправлену різними крупами. Юшку зрідка їли разом з крутою «тетерею» — пшоняною кашею, до якої під час кипіння домішувалося кисле житнє тісто.

## Сметана
Важлива приправа або складова багатьох страв. Прикметним є використання сметани не лише у солодких та борошняних стравах — варениках, сирниках, млинцях, з сиром та іншому, але й як важливої частки перших та других страв — борщу (і червоного, і зеленого), юшок, голубців, фаршированого перцю, зраз, молодої картоплі, тощо.

## М'ясо і риба

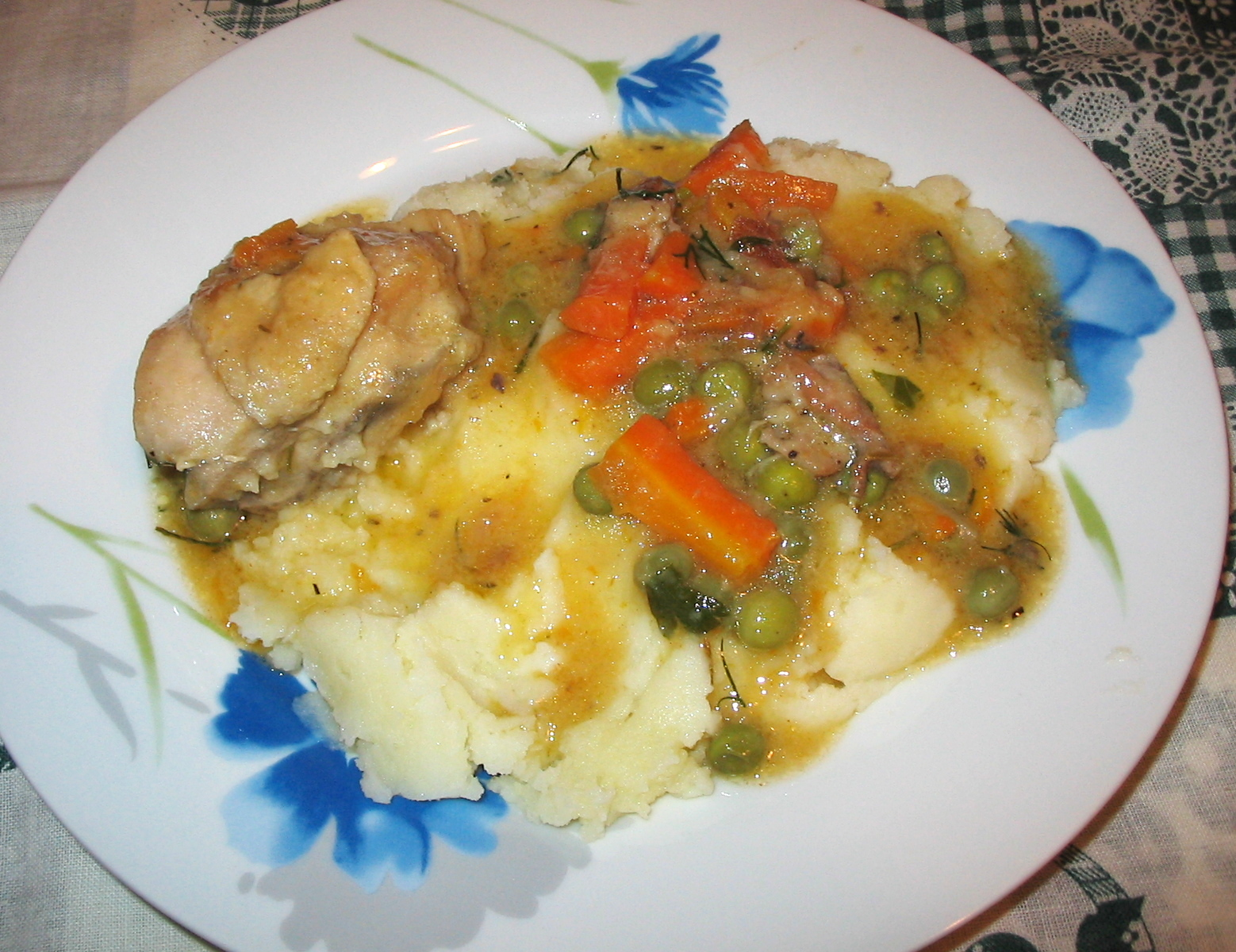
Тушкована курка з овочами та картопляним пюре

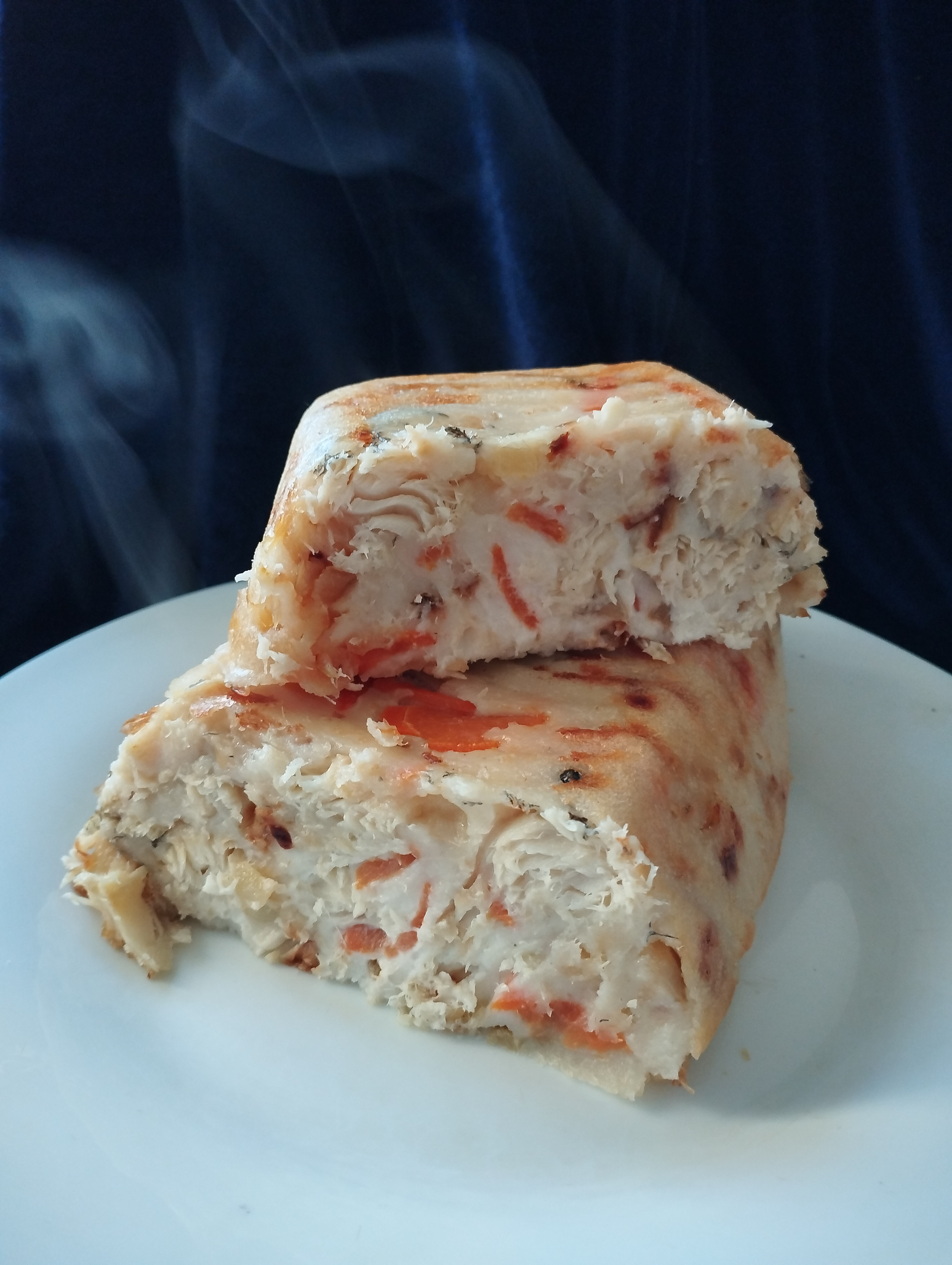
Баба-шарпанина

З м'ясних продуктів використовується насамперед свинина, потім — яловичина і птиця (курятина, індичатина). М'ясо споживається у різному вигляді, найчастіше смажене і тушковане. М'ясна кулінарія завжди була в Україні на високому рівні. Розповсюджені і такі страви, як голубці, печеня по-домашньому, українські битки, шпигована часником та салом буженина, тушкована з капустою і салом, свинина, бігос, крученики, телячі або з поросяти завиванці, кендюх варений з начинкою, український салат з м'яса й овочів, тушковані у квасі шпундра і верещака, гречаники, фарширована птиця. Особливо смачні притаманні для України страви з м'яса, що готуються в череп'яних горщиках. Взагалі для української кухні властиво широко застосовувати м'ясо для приготування і перших, і других страв.
Здавна важливою в харчуванні українців, була риба. Улюблені страви — карась, запечений у сметані, щука тушкована з хроном, короп, тушкований з цибулею в сметані, судак, запечений із грибами й раками; рибні крученики; короп, начинений грибами і гречаною кашею; калатуша, суп із сушених білих грибів і риби (карасі, короп) тощо.
В'ялена риба, яку називають тараня (на Донбасі і ще деяких районах України — таранка), особливо під пиво, також вважається українською стравою. Перед в'яленням рибу замочують у крутому розсолі, інколи ставлять гніт і за декілька діб, вивішують рибу у затінку головами донизу. Найсмачнішою в'яленою річковою рибою в Україні вважаються бички, тараня, лящ, окунь.

### Котлета по-київськи

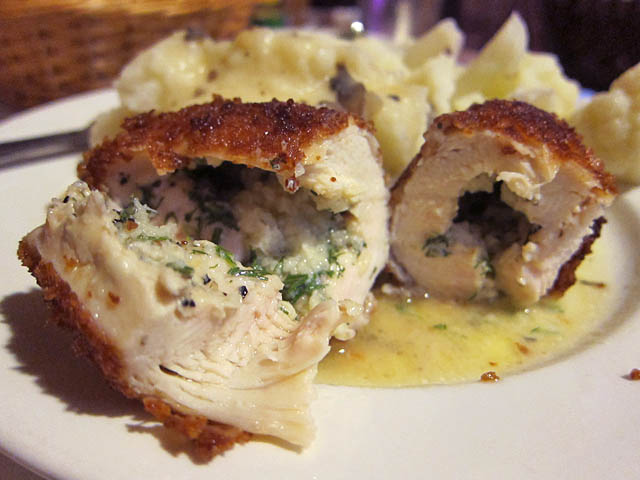
Котлета по-київськи

Котле́та по-ки́ївськи — різновид котлети у вигляді відбитого курячого філе, в яке загорнуто шматочок холодного вершкового масла. Готова котлета має овальну форму. Обсмажують її у фритюрі, попередньо вмочивши в збите яйце і панірувальні сухарі. Серед її визначальних рис — приготування з цілої курячої грудки чи шматка телятини, соковите м'ясо, тонке хрустке панірування, рідке запашне масло всередині, яке має витікати під час її розрізання.

### Холодець
Це драглиста холодна страва, що являє собою застиглий густий навар зі шматочками м'ясних, рідше рибних чи вегетаріанських продуктів. У готовому вигляді нагадує желе. Відома здавна у слов'ян Східної Європи, наразі залишається невід'ємною складовою української, білоруської, польської, російської, румунської кухні.
Точний час появи холодцю невідомий, але сталося це не пізніше доби Київської Русі, адже саме тоді, відмінності між мовами слов'ян стали суттєвими і незалежне виникнення однакових назв, було б просто неможливим. Ймовірно, холодець винайшли випадково під час охолодження крутого кісткового чи кістково-м'ясного навару. Застигання такої юшки відбувається навіть за помірної температури, але пришвидшується під час охолодження, яке для цієї страви стало обов'язковим. Саме така суттєва відмінність і лягла в основу її назви.

### Плов по-українськи
Плов по-українськи готують зі свинини. До класичного рецепту входять доволі прості і поширені складові: рис, цибуля, часник, морква, олія, сіль. Із смакових «приправ» слід виділити барбарис, коріандр, лавровий лист, чорний та червоний перець. Не зайвими будуть куркума та шафран.
Нарізане кубиками м'ясо (свинячий ошийок) викладається за звичаєм в казан з товстими стінками у розігріту олію, де й смажиться на дужому вогні 7-10 хвилин до появи рум'яної скоринки. До м'яса додається подрібнена цибуля, за кілька хвилин ще й порізана соломкою, або грубо натерта морква, ще кілька хвилин — і до принадної суміші долучаються приправи. Далі триває варіння страви на повільному вогні.

## Каші

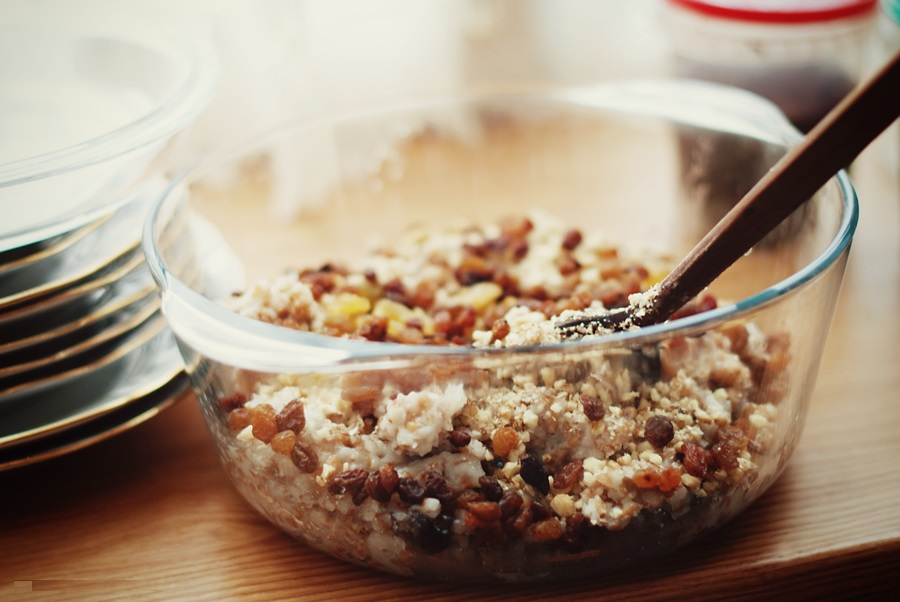
Кутя

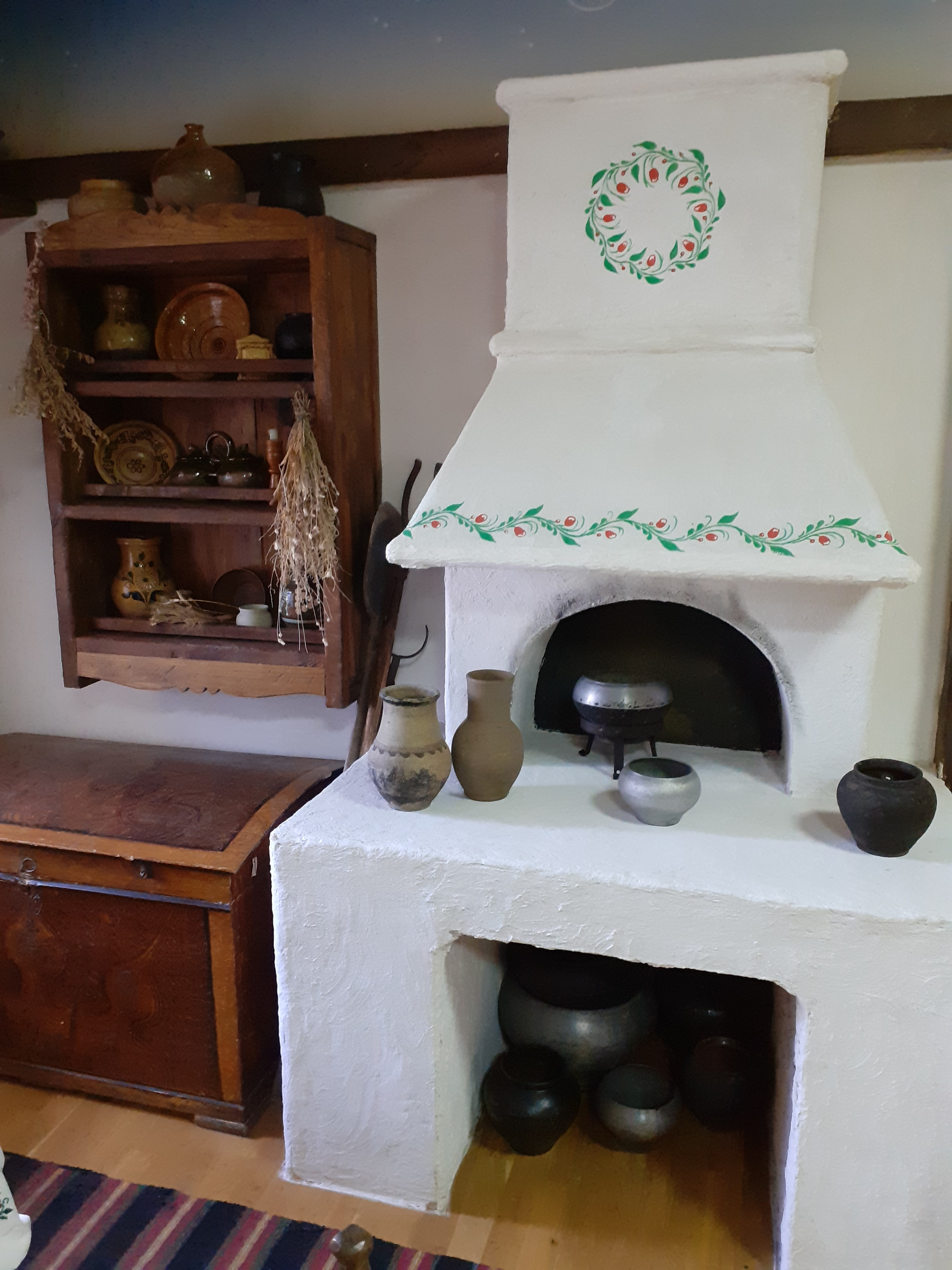
Українська піч. Миколаївський краєзнавчий музей.

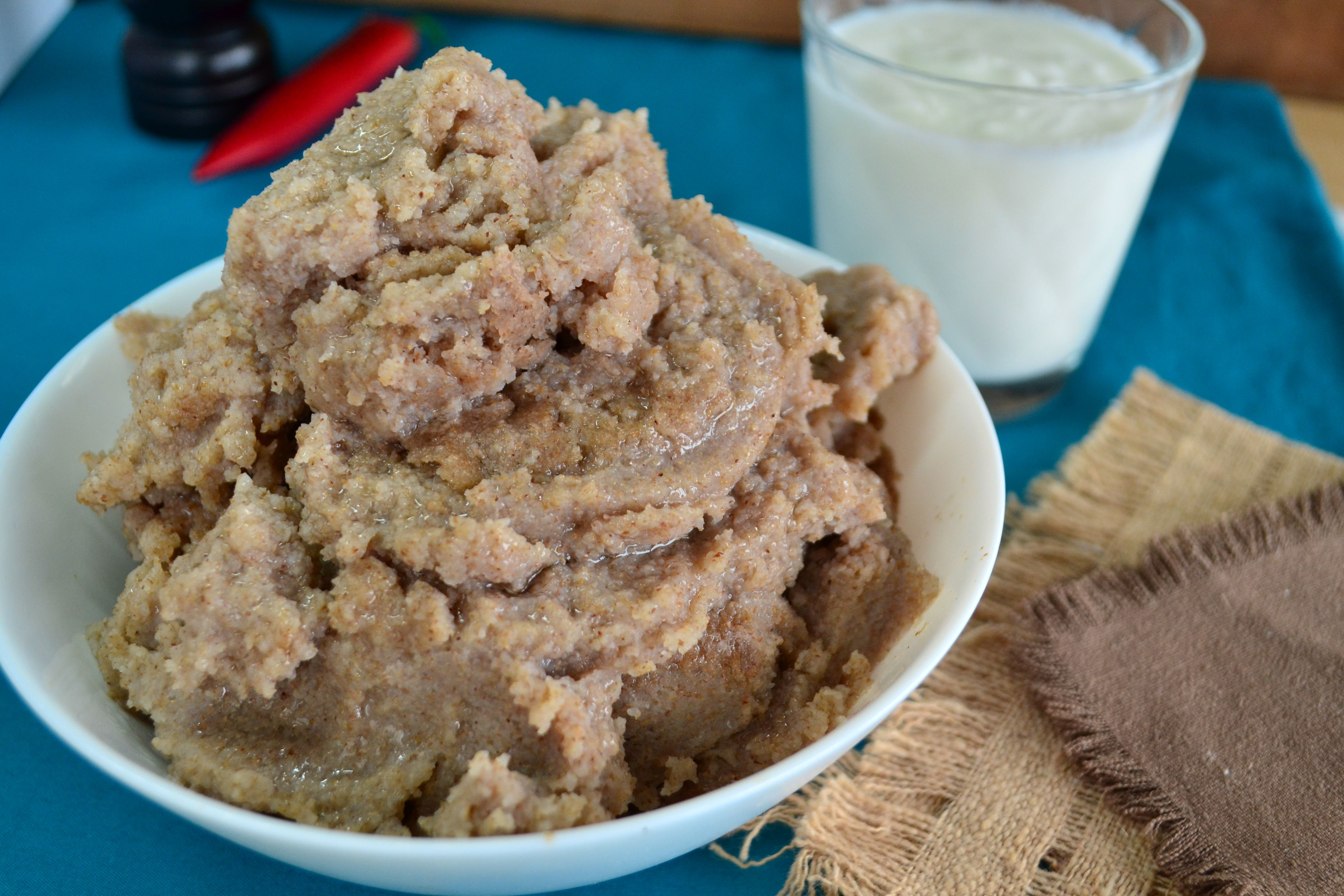
Лемешка

Каша — одна з найдавніших і найпоширеніших слов'янських страв. В Україні каші як найдавніші страви із зернових, були поширені й у давньоруські й у пізніші часи, кашу готували з пшона, гречки, ячменю, пшениці, вівса, кукурудзи, згодом рису. Товчені зерна відокремлювали від луски, одержуючи чисту крупу за допомогою шеретування у круподернях або товчення у ступах. У цьому разі крупа могла лишатися цілою або перетворювалася на дрібну січку. Крупи підготовлювали до варіння по-різному: ячмінь, пшоно, кукурудзу, пшеницю мили, гречку і овес підсмажували до золотавого кольору. За густиною каші були круті й рідкі. Для крутих каш крупів і води брали приблизно у такому співвідношенні: гречки — 1:2; пшона — 1:2,5; пшениці — 1:3 тощо. Перед тим, як саджати у піч, кашу солили. Старовинний спосіб приготування смачної розсипчастої гречаної каші, прописував смажити крупи у невеликій кількості смальцю, а опісля варити, як звичайно. Каша пріла у печі досить довго, а коли печі відійшли в минуле, господині обкладали щойно зварену кашу, на деякий час подушками. Це була повсякденна обідня страва, друга після борщу. Готували кашу й на сніданок, і на вечерю. Круту кашу присмачували смальцем, олією, маслом, молоком, запивали кисляком. Пшоняну або кукурудзяну кашу, запечену з молоком, цукром та яйцями, готували на родинні урочистості.
З початку XX ст. у селянському побуті з'явилася рисова крупа, але значного поширення вона набула лише у повоєнні роки.
Найзнаніші каші: пшоняна, гречана, гарбузова; робляться каші з борошна: гречаного та кукурудзяного, які їдять з молоком, сметаною чи соняшниковою олією із смаженою цибулею, навіть з бринзою, такі як банош, лемішка і мамалига.

### Зубці
Зубці — традиційна стародавня українська страва, яку готували з пророщеного (закільцьованого) ячменю, який висушували, підсмажували й варили, як кашу. Зубці (як і путря, кваша, тобто страви з використанням солоду) мали солодкуватий смак і вважалися ласощами. Із зубців розвинулася логаза. Наприкінці XIX століття майже вийшли з ужитку.

### Путря
Пу́тря — страва з неподрібненої ячмінної крупи.
Путрю варили, висипали у дерев'яні ночви, обсипали житнім солодовим борошном, перемішували, укладали у дерев'яну діжку, заливали водою навпіл із сирівцем (хлібним квасом) і ставили у тепле місце. Після вкисання переставляли на холод.
Споживали путрю переважно проти Великого посту. Нині ця страва вийшла з ужитку.

## Борошняні страви

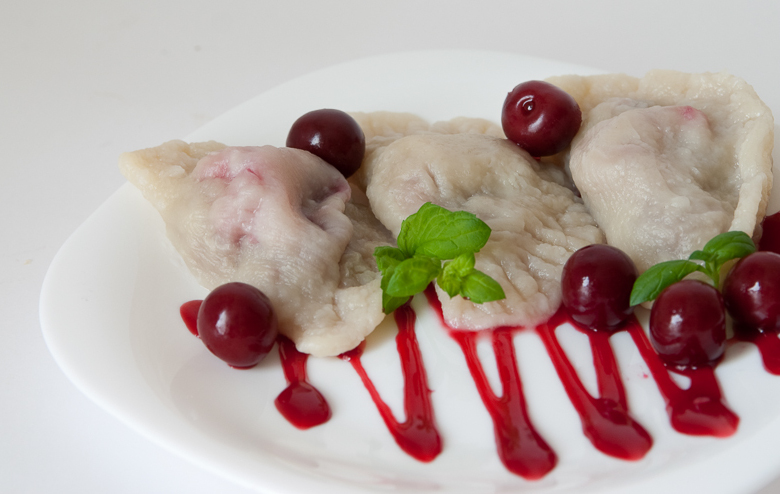
Вареники з вишнями

Завжди присутні в українському меню найрізноманітніші борошняні страви: вареники, галушки, млинці, налисники, бабки, кльоцки, деруни (тертюхи), зрази, палюшки, лемішка, книші.
Українська випічка: хліб, паски, тістечка, пироги та пиріжки, пшеничні, житні пряники, вівсяне печиво, вівсяне печиво з родзинками, київський торт — солоні чи солодкі: із тіста пісочного, листкового, дріжджового, здобного тощо. З начинкою найрізноманітнішою: з кашею, маком, м'ясом, капустою, сиром, рибою.

### Сластьони
Українські солодощі, що згадуються ще Іваном Котляревським у поемі «Енеїда». Сластьони готуються у вигляді кульок з тіста засмажених переважно у киплячому вершковому маслі. Також існують різновиди смажених і запечених сластьон.
Спосіб приготування: замішують пшеничне тісто і дають йому зійти. Як зійде — змочують руку водою, щоб тісто не прилипало, і шматками кидають у киплячу олію, або масло, щоб загнітились. Після чого осипають цукровою пудрою з ваніллю.

### Вергуни

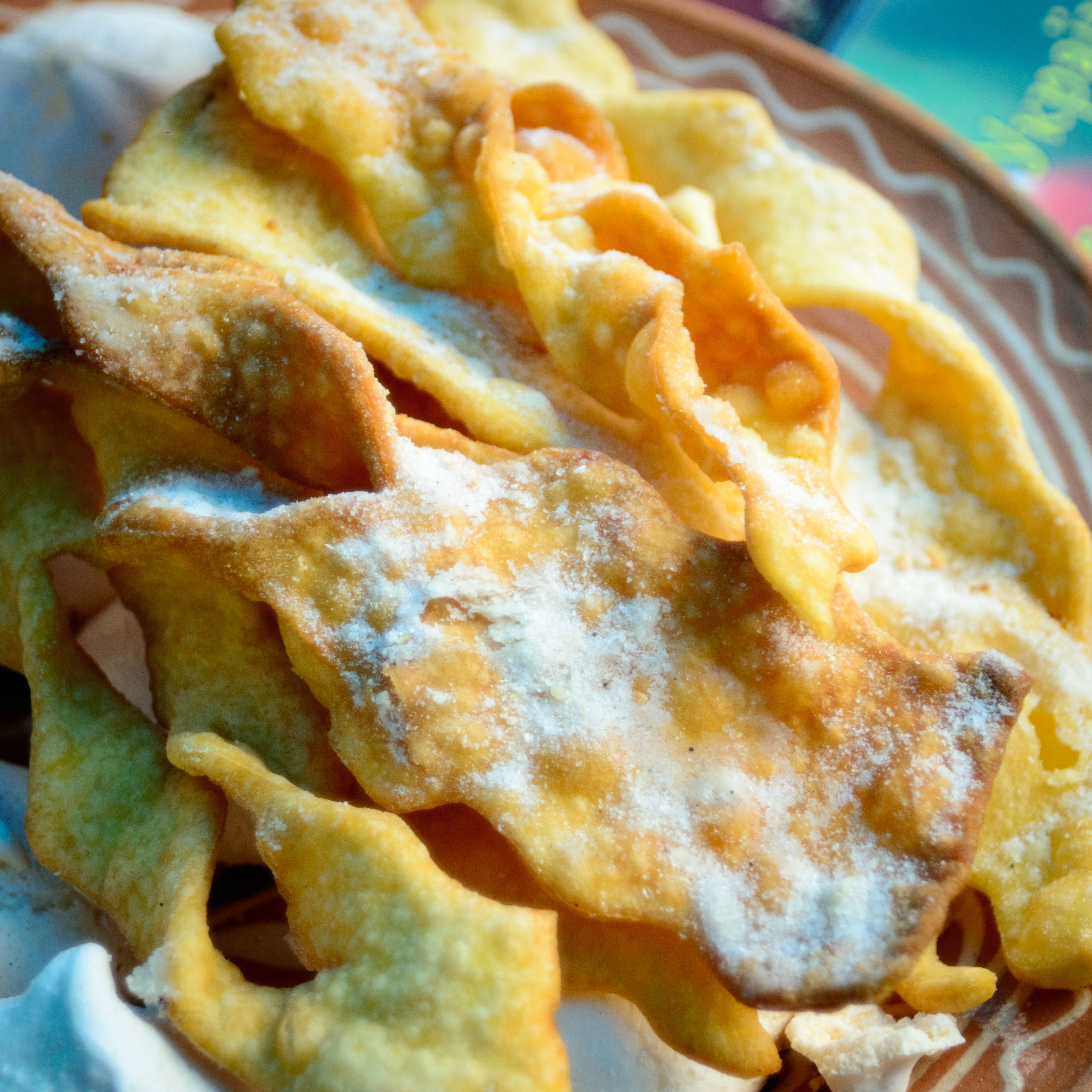
Вергуни

Це українські ласощі з бездріжджового тіста, куди входять борошно, масло, яйця, цукор і як обов'язкова добавка спирт (ром, коньяк, горілка) або, в крайньому разі, оцет (інколи разом з алкоголем). Як замінник масла, а частіше як додатковий складник, до вергунів долучають трохи молочних продуктів — молока, сметани або вершків. Тісто для вергунів роблять круте. Тісто розкачують у пласт і нарізають смужками. Ці смужки складають навпіл, переплітають косицею, а кінці зліплюють.
Після цього вергуни занурюють в киплячий смалець на 1–2 хвилини, поки на них не з'явиться золотисте забарвлення. Обсмажені вергуни посипають цукровою пудрою.

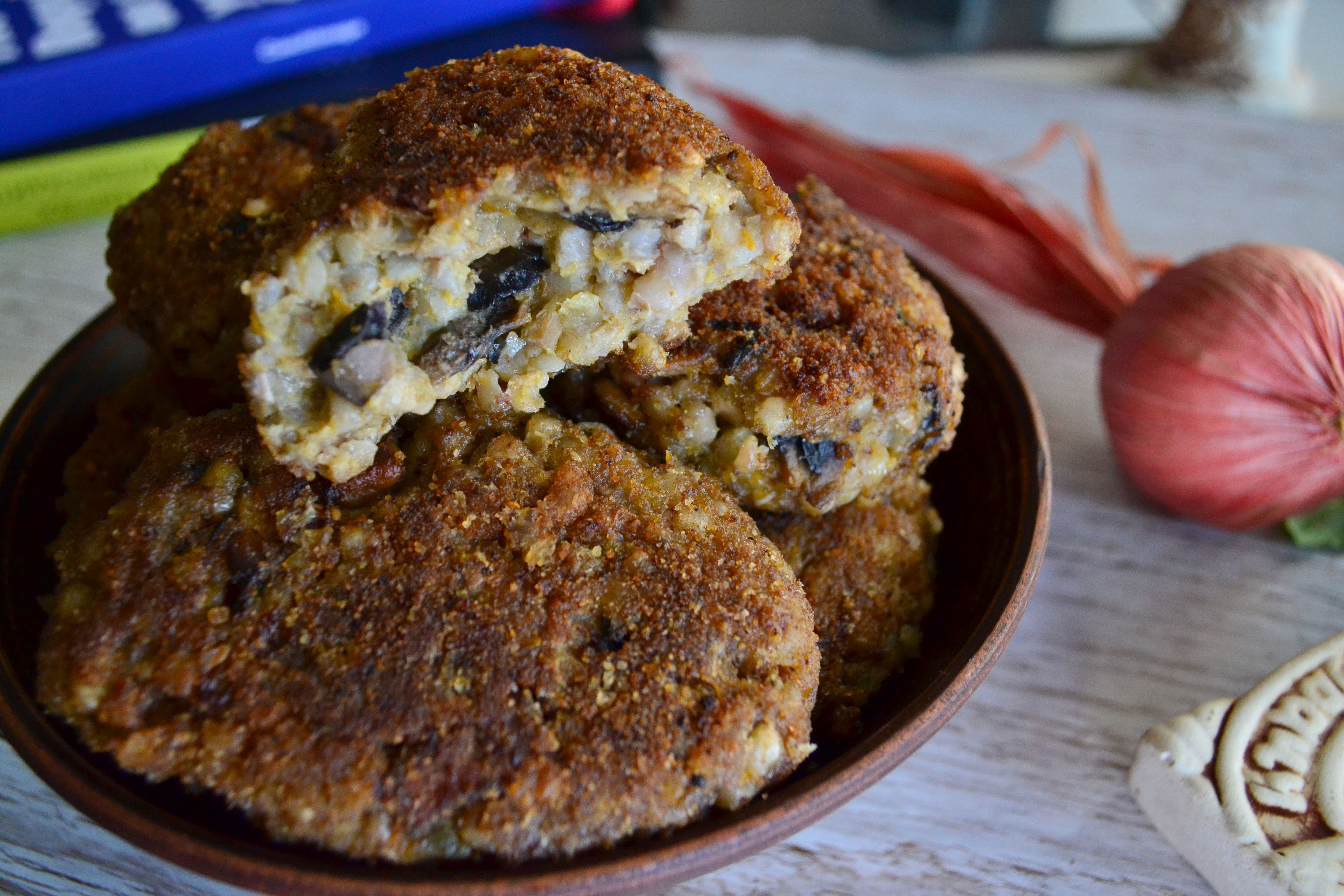
Гречаники з грибами

### Гречаники

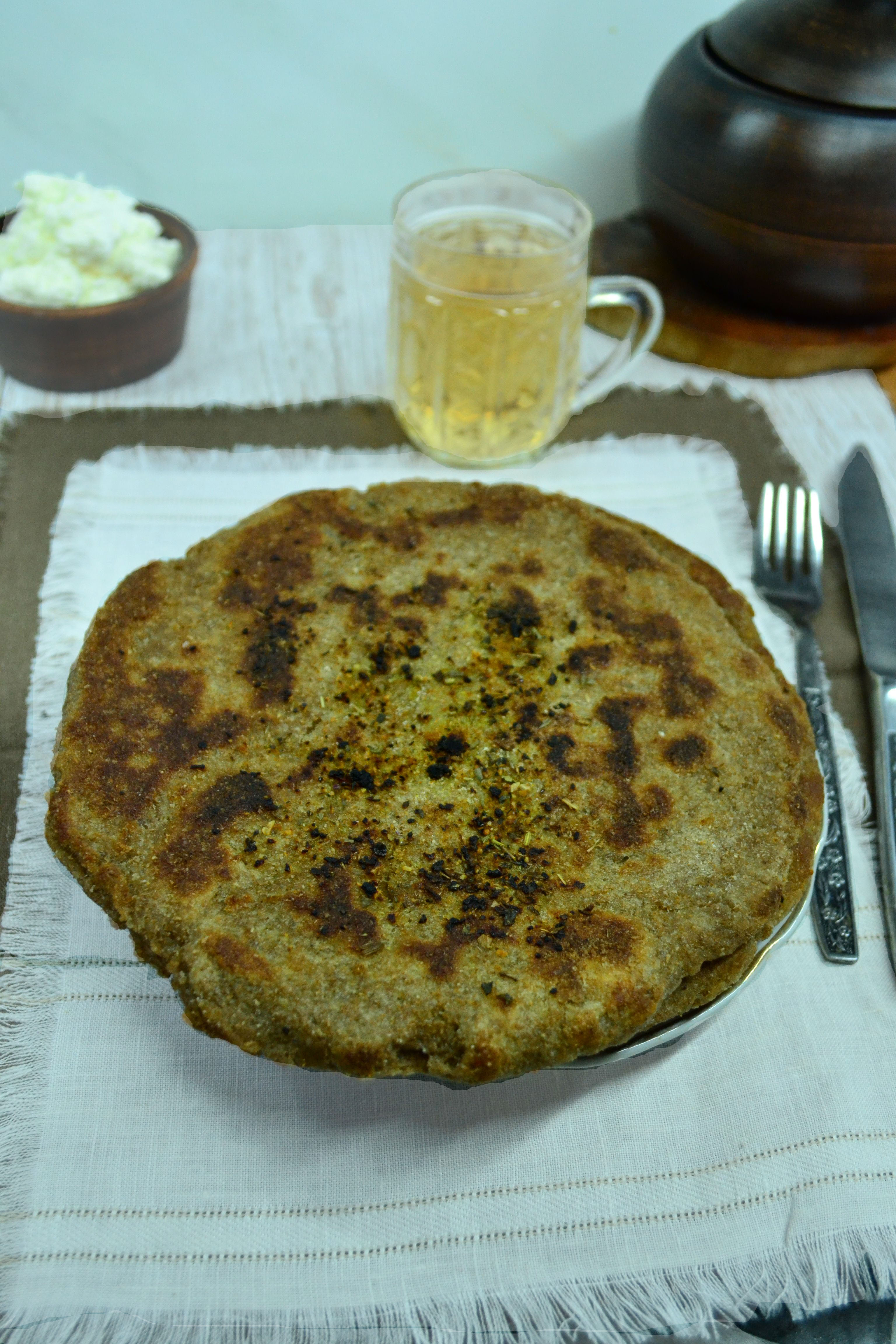
Плескана

Гречаники — страва із гречаної крупи із додаванням інших складників, відома в Україні здавна. Тісто для гречаних млинців готували з хлібною закваскою чи дріжджами, додаючи не менше чверті житнього або пшеничного борошна, яйце і сироватку (молоко, воду). Зазвичай готується з якимось фаршем (курячим, свинячим або телячим). Втім може бути й пісною стравою. Розглядалася як окрема страва або в якості гарніру. Їли зі шкварками, молоком, кисляком, сметаною.
Гречаники-перепічки робили з крутішого вчиненого тіста, випікаючи їх на сковороді. Вони слугували замінниками хліба, якщо його не вистачало до нової випічки. З такого самого тіста у керамічних кухликах пекли й гречані стовбуни, які також заміняли хліб. У XV—XVIII ст. на Полтавщині гречаниками називали вареники із гречаного борошна.

### Шулики медові з маком

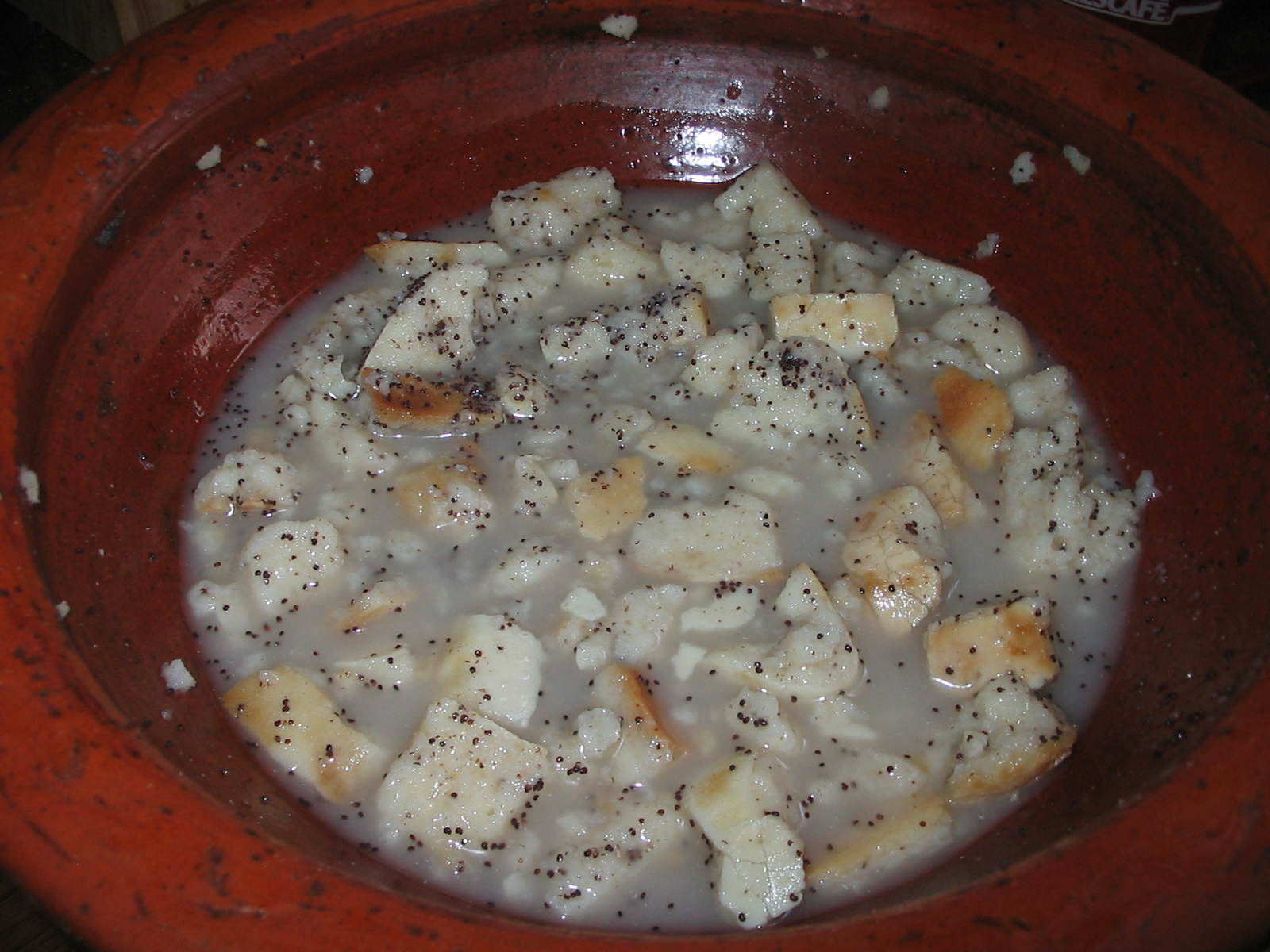
Шулики

Яйця розтирають з медом, додають промитий і запарений мак, замішують з останніми складниками круте тісто, розкочують його в пласт завтовшки 2-3 мм, викладають на аркуш, наколюють виделкою і випікають в духовці. У приготоване макове молоко вливають мед, безперервно розмішуючи і розводять кип'яченою водою. Цією підливкою заливають дрібно наламані шматочки випеченого шулика і добре перемішують, даючи їм просочитися підливкою.

### Соложеники
Соложеники — солодкі вироби, які лише умовно можна віднести до борошняних. Швидше за все, їх можна назвати яєчними, оскільки яйця поряд з вершками, тут переважають над борошном в кількісному відношенні

### Завиванець
Завива́нець — поширена страва в Україні — печиво з коржа, змазаного начинкою і скрученого трубочкою, також рулет, пиріг із витяжного тіста. На Різдво — печиво з яблуками.
На думку деяких дослідників кулінарної справи, цю страву принесли на Середню Наддніпрянщину козаки, які, спілкуючись із південними сусідами, перейняли приготування та вживання цієї страви. В Україні вертуту готували просто: на тонко розкачаний лист дріжджового тіста вкладалися засмажені шкварки із цибулею, згорталися у рулет, міцно защіплювали краї, а потім скручували у кільце. Після цього обсмажували на сковорідці з обох боків. Завиванці зі шкварками заміняли хліб до всіх страв, а особливо до борщу. Вживають їх також із натертим часником.

### Кваша
Ква́ша — страва з гречаного та/чи житнього борошна з солодом, подібна до густого киселю. Таке кисло-солодке молоде тісто вранці варили у горщику, уважно стежачи, щоб кваша «не втекла», і вживали на сніданок чи вечерю або як третю (солодку) обідню страву. Влітку квашу заправляли садовими ягодами, взимку — свіжою калиною, сушеними, вареними й товченими грушами.

### Український хліб

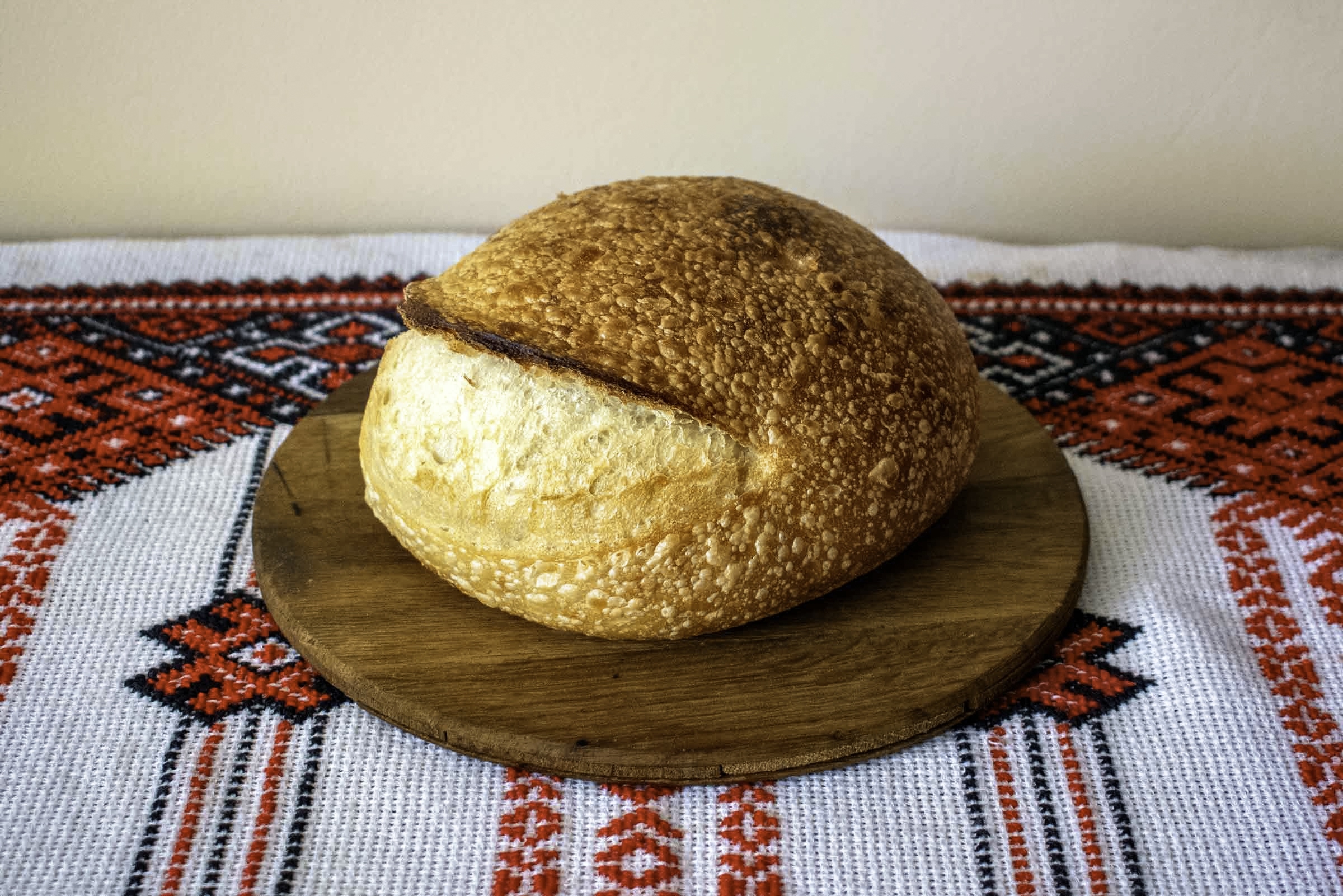
Паляниця

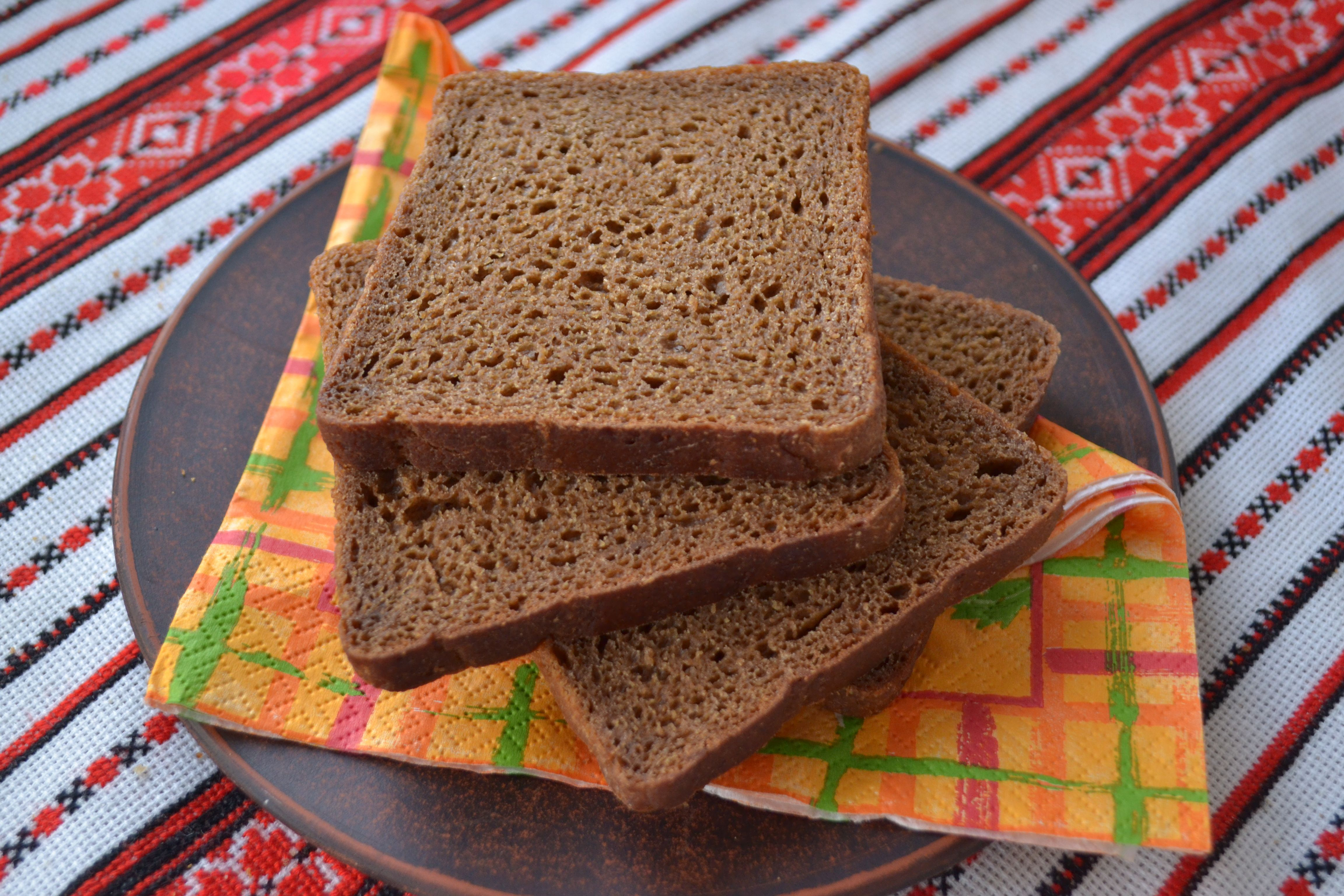
Хліб гетьманський (заварний)

Хліб гречаний

Традиційний житній хліб називають об'єктом нематеріальної спадщини України.
Житнє та пшеничне борошно, рідше — ячмінне та кукурудзяне, були основними складовими для приготування українського хліба. У часи неврожаїв зерна, в тісто для хліба нерідко підмішували моркву, буряк, згодом — картоплю, а також жолуді, кору дуба або берези, кропиву та лободу.
Цікаво, що відомі в сучасності дріжджі, ніколи не входили до складу повсякденного українського хліба, а використовувалися хіба що для здоби. В давнину українці послуговувалися заквасками: солодова, хмільна, ягідна, вівсяна, з родзинок тощо.
Існує щонайменше, 10 питомо українських рецептів хліба:
- Монастирський житній хліб — Тут не було визначеної кількості складників, бралося стільки борошна та води, «скільки тісто візьме». Для приготування опари використовували старе тісто від попереднього випікання хліба. Хліб ставився у «…Протоплену піч, очищену від вугілля і попелу. До того-ж піч повинна бути розпалена так, щоби всипані в неї висівки згорали без полум'я. Під час випікання хліба треба було пильнувати, щоби заслінка печі не була зачинена, а лише прикривалася — для того, щоби водяна пара з хліба, мала вільний вихід».
- Паляниця — Пшенична паляниця на столі уособлювала щастя й добробут в родині. В Україні будь-яке свято чи обряд, не обходились без неї, вона була ознакою гостинності та оберегом. Пшеничні паляниці вживали частіше як святкові страви, бо в повсякденному житті перевагу надавали житньому хлібові.
- Пшенично-житній хліб на заквасці — Цей хліб має чудові смакові якості, надовго залишається свіжим і не черствіє. Випечений хліб викладали на дошку і давали йому охолонути.
- Хліб на хмільній заквасці з медом — Для приготування закваски, бралася вода з шишками хмелю, яка кип'ятилася поволі до випаровування приблизно вдвічі. До опари додавалися висівки, борошно і замішувалося так, щоби тісто відлипало від рук.
- Житньо-пшеничний хліб з картоплею — Житнє борошно змішувалося з кислим тістом та водою, згодом додавалося пшеничне борошно, картопля, сіль, а також вода, яка залишилася. Щоби зрозуміти, чи хлібина вже готова, потрібно було пару разів стукнути по ній та почути звук порожнечі.
- Гречаний хліб на капустяному розсолі — В цьому разі, замочувалася зелена гречка в солоній воді на декілька годин. Потім вода зливалася, гречка промивалася, додавалася свіжа вода та суміш подрібнювалася до стану дуже густої сметани. Згодом додавався капустяний розсіл.
- Ячмінно-вівсяний хліб — Змішувалося три види борошна (житнє, вівсяне, пшеничне), сіль та цукор. До борошна додавалася закваска. Замішували тісто, вливаючи воду поступово.
- Пампушки — Найчастіше, пампушки в Україні готували до свят.
- Калач — Білий обрядовий хліб особливої форми, випечений із крученого й переплетеного тіста. Цікаво, що здобний калач поширений переважно на півдні України. У центральних і північних землях, його робили з прісного хлібного тіста.
- Коровай — Приготування, або ж бгання короваю, це важливий весільний обряд. Вважалося, що коровай уособлює майбутнє життя молодих і якщо він буде гарним та вишуканим, то й у сімейному житті все буде добре. Смак хліба збагачувався лимонною цедрою, ванільним цукром, цукатами, родзинками, горіхами тощо. Готовий коровай переміщують на тацю, покривають згори трохи вершковим маслом.

### Вареники

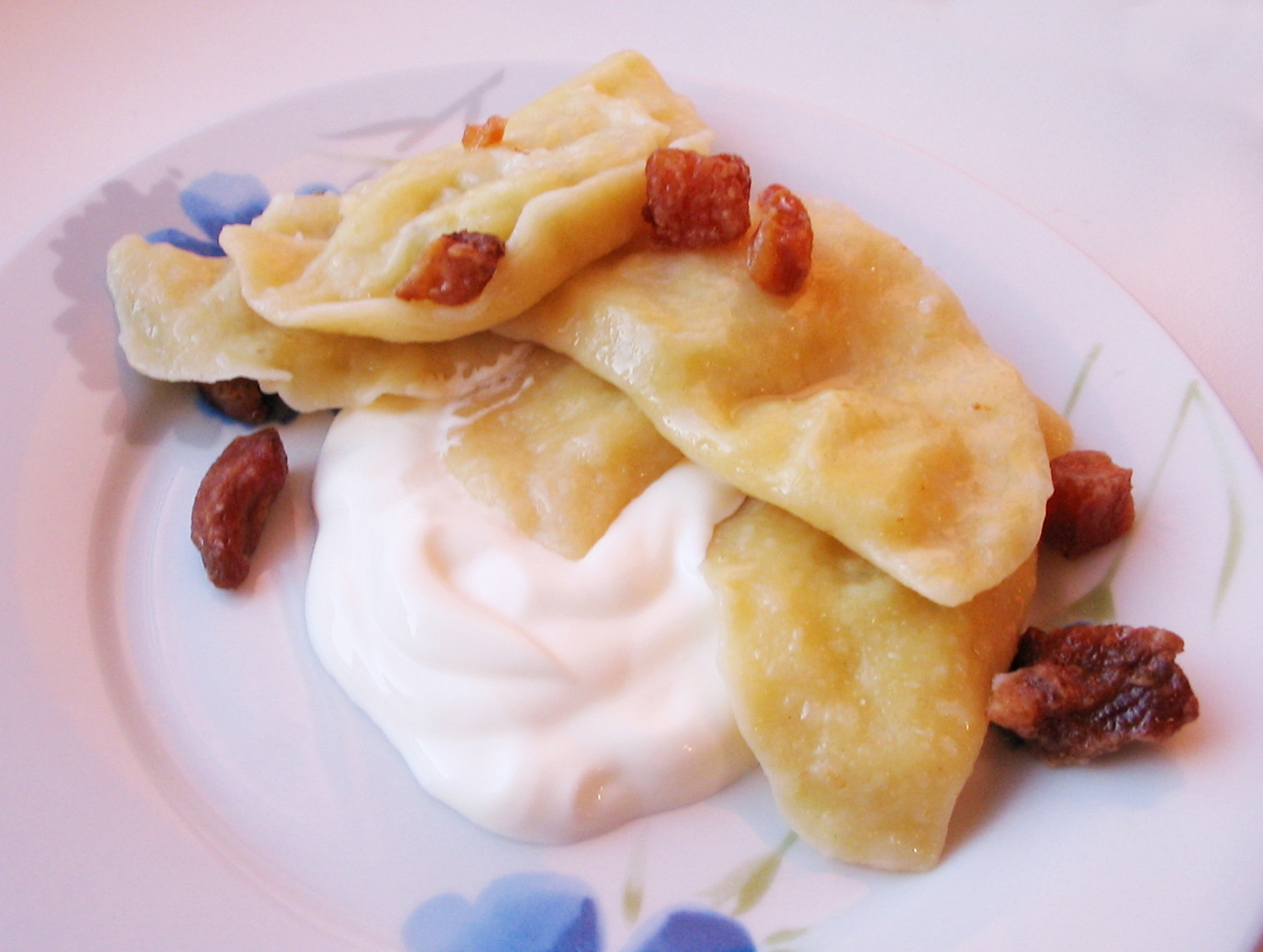
Вареники зі сметаною та шкварками

Майже завжди страва звичаєва. Колись їх їли лише на свята. Вареники, зокрема зроблені на пару, страва переважно святкова, бо сам хід приготування вимагає неабиякої кулінарної вправності. Особливої слави зажили вареники з сиром у сметані, вареники з маком, вишнями та чорницями, политі медом. Простіший різновид називається лінивими варениками. Вони робляться з тіста, перемішаного разом з начинкою і варяться у казані (каструлі).
Вареники вважаються, нарівні з борщем, найзвичнішою стравою української національної кухні. І так уже вони полюбились народу, що не лише оспівав він їх у власних піснях і прислів'ях, а й відвів почесне місце у значних обрядах.
Широко представлені в українській кухні солодкі страви, для приготування яких використовуються фрукти, мед, мак, горіхи тощо.

### Оладки

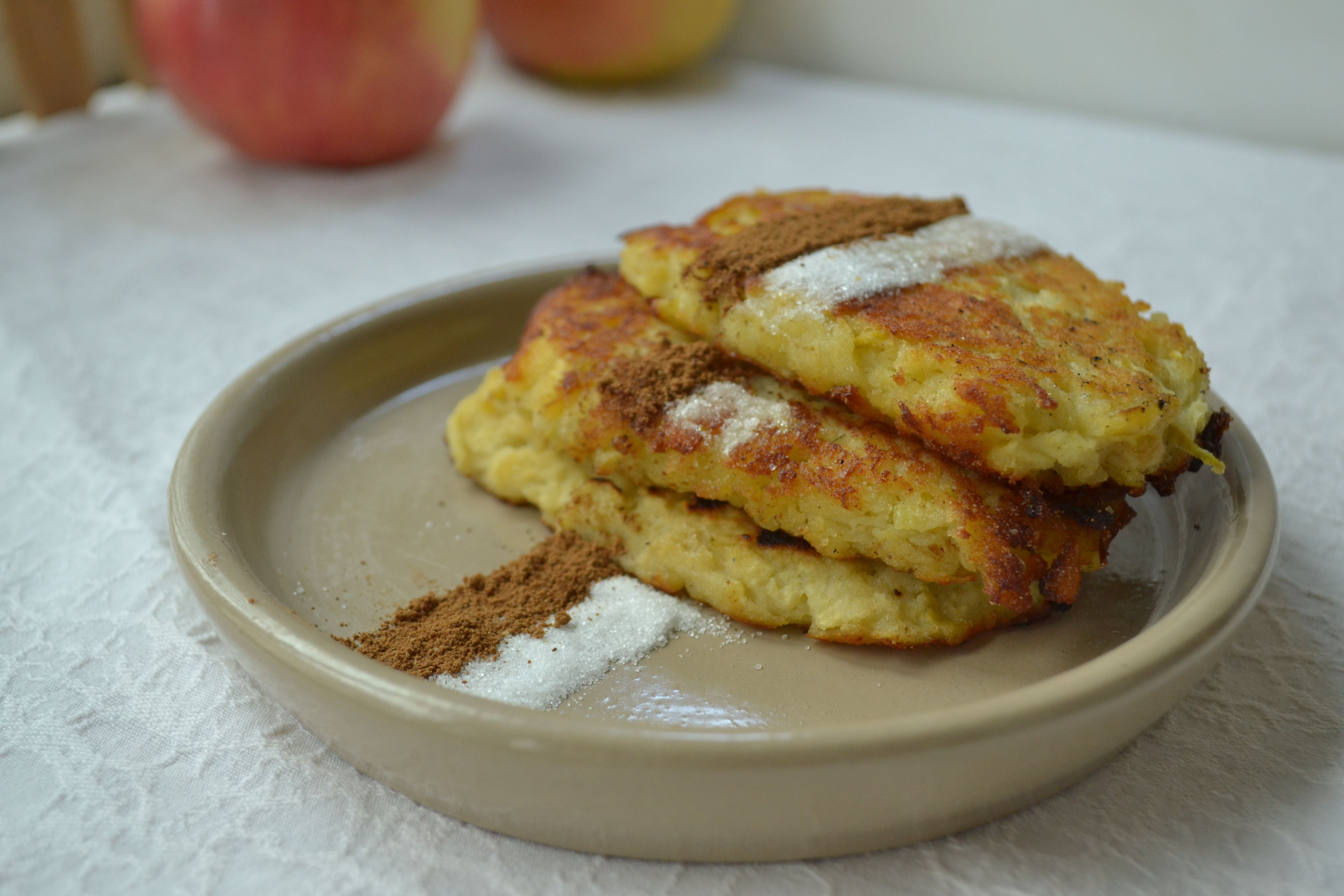
Яблучні оладки

Це узвичаєна страва української кухні у вигляді невеликих пухких смажених коржиків з рідкого тіста, замішаного на воді або молоці, на основі борошна та яєць.
Слово «оладок» (дав.-рус. оладья) має грецьке походження: грец. ἐλάδιον < ἔλαιον («олія»).
Оладки за давніх часів, як і тепер, готували з густішого тіста, ніж млинці. Їх пекли з дріжджового або прісного тіста зі збитими білками. На відміну від млинців, їх готували з начинкою (наповнювачем) — у тісто додавали дрібно нарізані яблука, гарбуз, родзинки, сливи (у млинці, натомість, начинку загортають — такі млинці звуть налисниками).

### Сирники

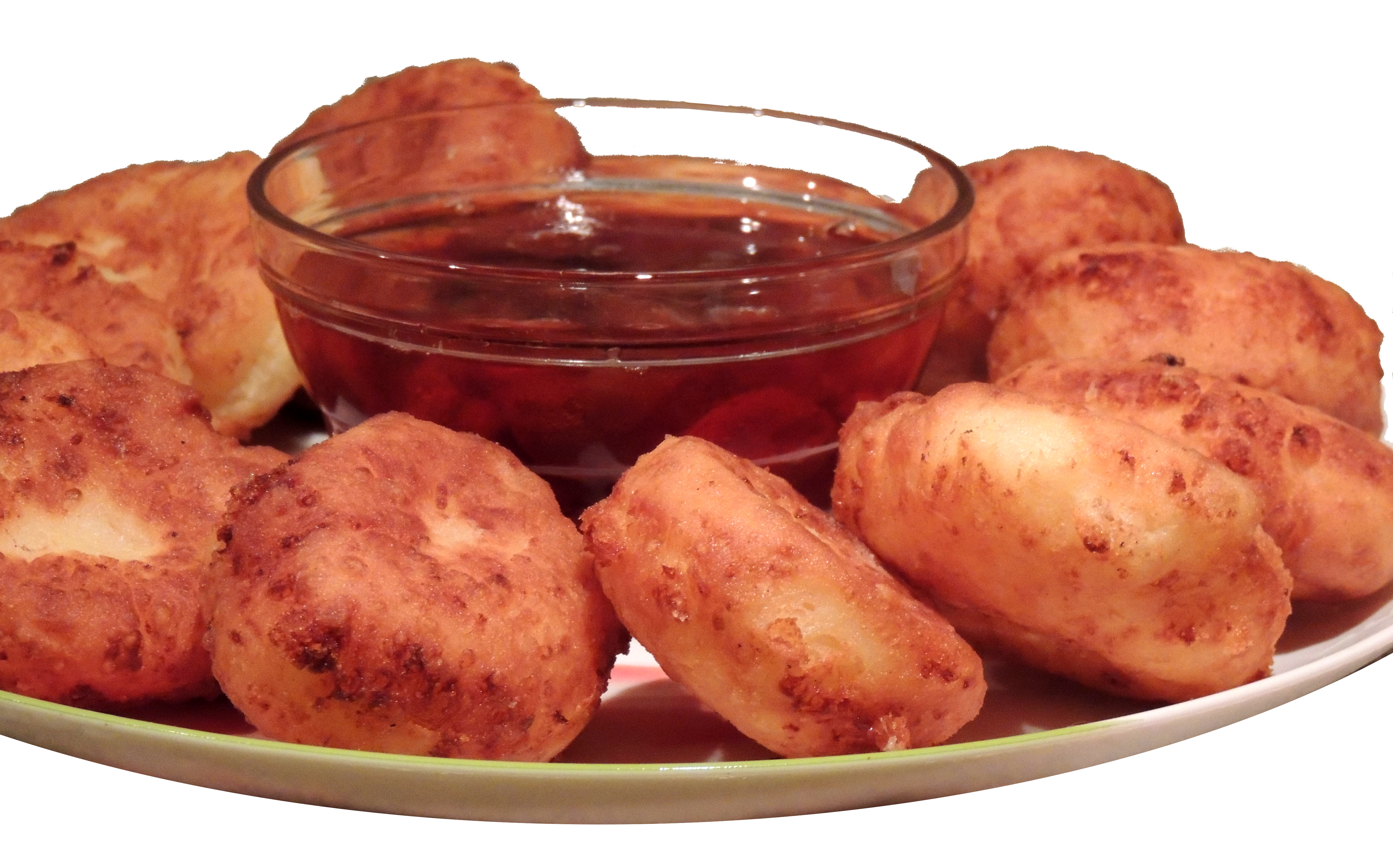
Сирники

Си́рник (від слова «сир») — корж із сиром і приправами. Традиційна страва української та деяких інших слов'янських кухонь, що виготовляється із домашнього сиру. Подібний до світового десерту під назвою чизкейк (англ. cheesecake — «сирний пиріг»).
Сирниками також називають пиріжки або млинці із сирною начинкою.
Сирники (в центрі і на сході Україні) — це підсмажені на вершковому маслі (чи на олії) млинці з домашнього сиру та борошна, з додаванням яєць, а також солі, цукру і/або поташу, виходячи з рецепту і/або уподобань кухаря.
Зазвичай до столу сирники подають зі сметаною та цукром (цукровою пудрою). Також до них можуть додавати мед, джеми, варення, тощо.

### Галушки

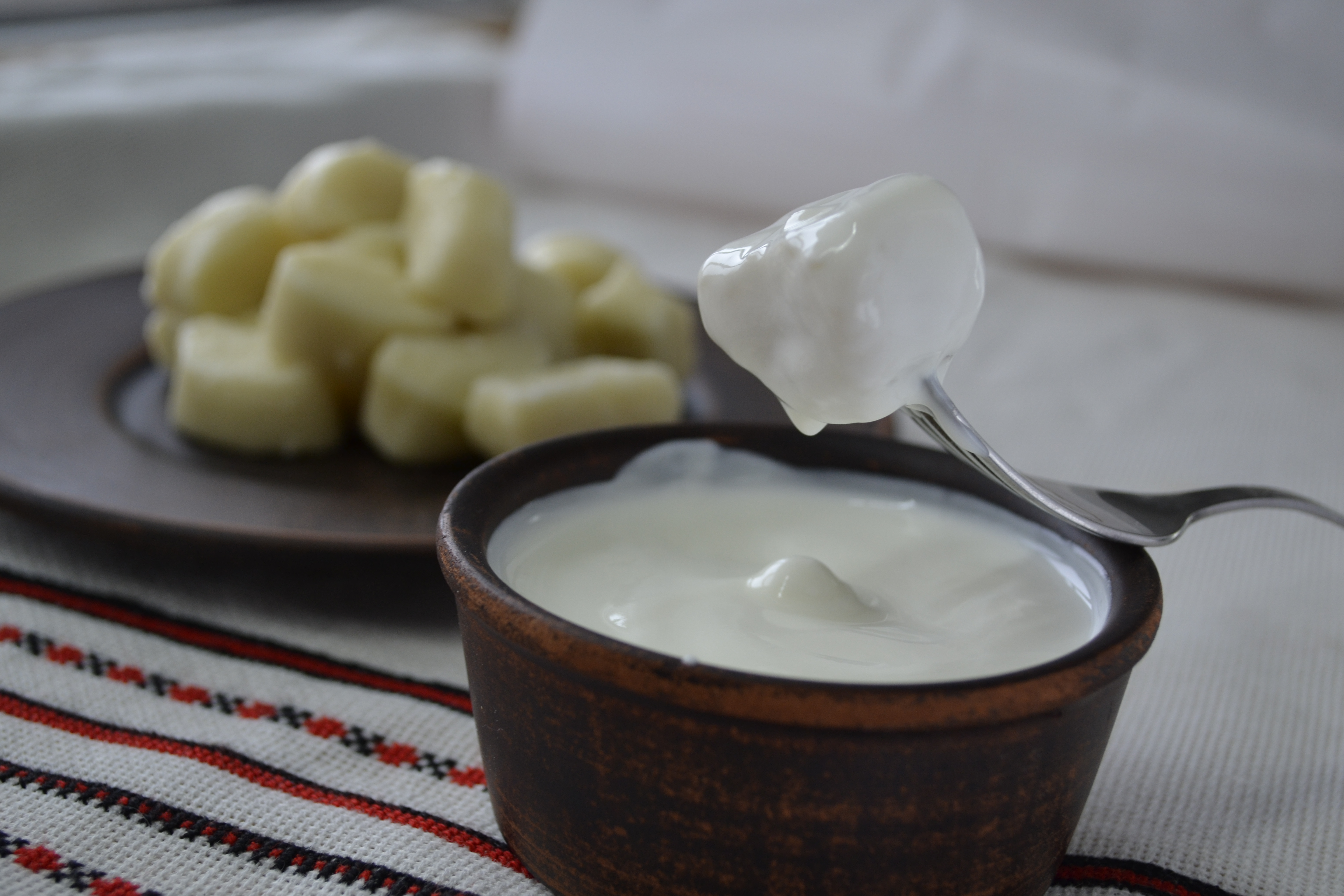
Галушки полтавські

Галушки́ — страва з вареного тіста у вигляді квадратиків або кульок. На відміну від вареників не мають начинки. Готують як окрему страву або варять суп з галушками. Галушки — звичайна для українців страва, їх готували майже щодня, здебільшого на вечерю. Ця страва була легкою у приготуванні та надзвичайно поживною.
У Галичині більш поширені палюшки — картопляні галушки, одна з найзнаніших галицьких страв і сьогодні. Це — ті ж галушки, в які додають варену картоплю, а ще можна додавати домашній сир.

### Кльоцки
Страва, що готувалася подібно галушкам, але з доповнювачами. Прісне тісто замішували з зім'ятою вареною картоплею, свіжим кисломолочним сиром, виробляли кульки й варили їх в окропі, юшці чи молоці, поки ті не спливали. В Україні існує багато різновидів кльоцків. У кожній місцевості, власні особливості у їх приготуванні, різні види начинок. Кльоцки бувають з картоплею, сиром, кашею. Але найчастіше готують кльоцки саме з картопляною начинкою.

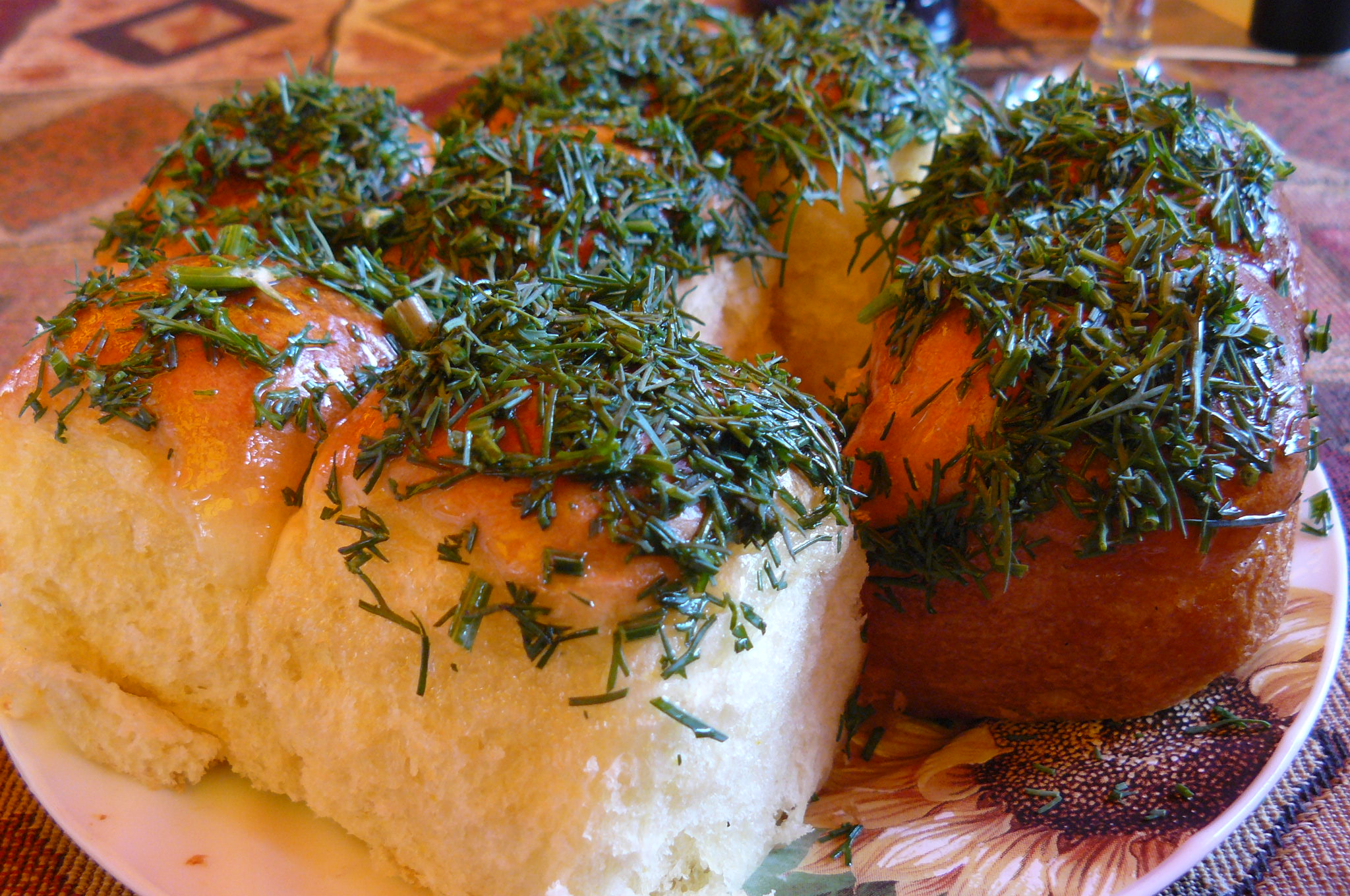
Пампушки

Ця страва української кухні є дуже поживною і стосується найбільш старовинних. Історія походження кльоцків дуже цікава. Вибір цієї страви обумовлений наявністю тяжкої фізичної роботи у проміжки її створення, тому що у селян не залишалося сил на приготування більш складних страв. З часом технологія приготування кльоцків змінювалася, адже раніше від тіста відщипували невеликі шматочки і кидали їх у воду. І тільки згодом почали готувати різних видів кльоцків. Вони могли бути з м'ясними начинками, смачними підливками з м'ясом і салом, а також без додавання інших складників крім тіста та бульйону.

### Пампушки з часником
Пампушки — це маленькі пухкі булочки, які готуються з житнього чи пшеничного тіста, перед подачею на стіл обов'язково затовкуються часником. Подаються зазвичай до борщу.

### Паска

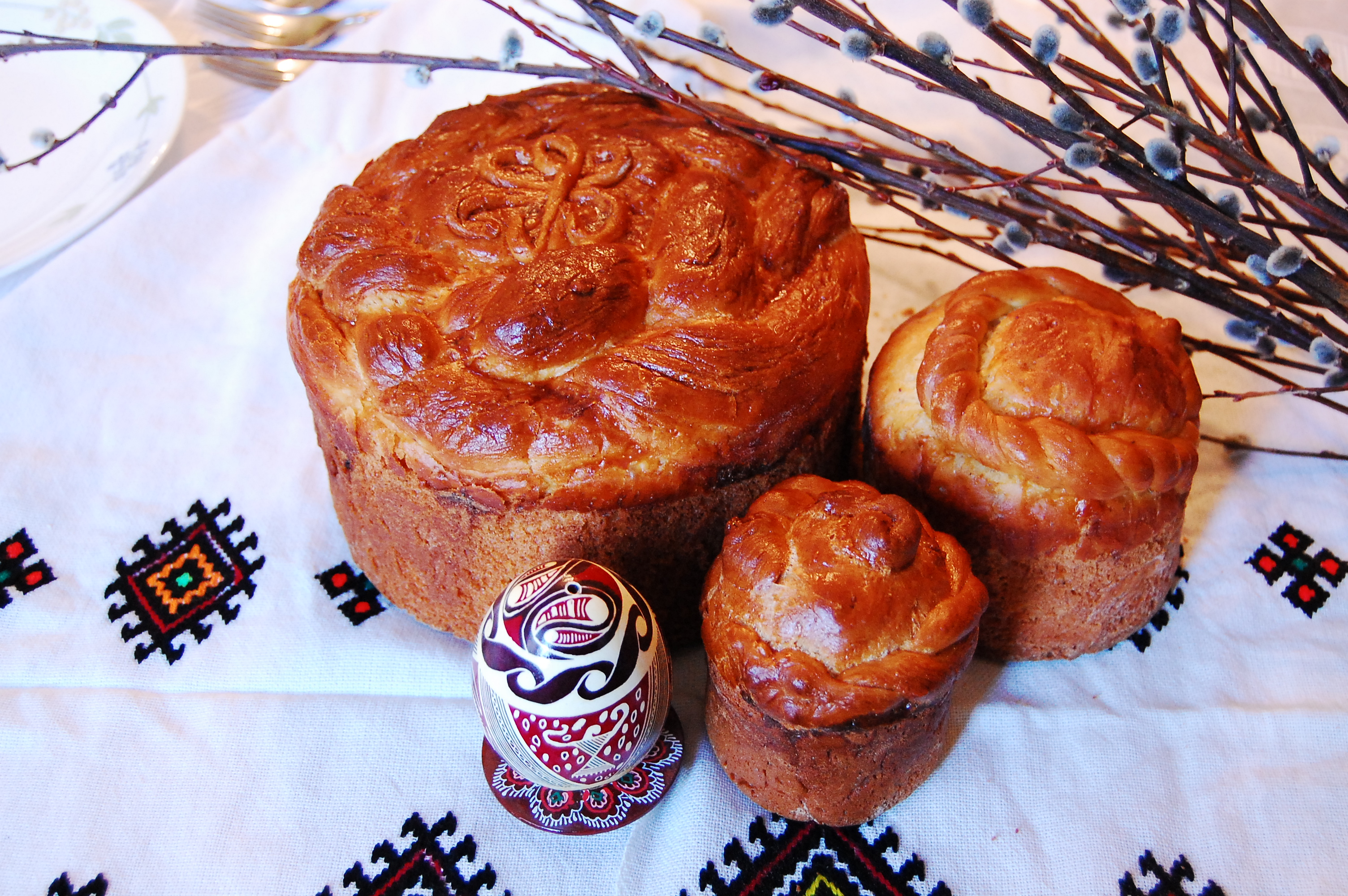
Звичаєва українська Паска з трипільською писанкою та вербою

Це український обрядовий здобний великодній хліб, поширений також у Білорусі, Грузії, Молдові, Румунії та в деяких інших країнах.
В Україні існує щонайменше 20 перевірених рецептів випічки до великоднього столу.
Українське слово па́ска, здавна використовують для назви хліба в Україні, який виготовляють на Великдень. Зазвичай, випікають кілька пасок різних розмірів — інколи для кожного члена родини, і одну велику для всіх.
Раніше вважалося, що їсти паску до освячення — гріх. Навіть господиня, що готувала паску, ніколи її не куштувала.

## Печеня
Друга страва з м'яса та картоплі, без якої не обходились жодні вечорниці. Готувалася зазвичай з м'ясом, чим зажила собі всенародної любові. Також існує печеня з грибами. На Півдні України популярна печеня з тістом, що мала назву «нудлі».

## Шпундра і верещака

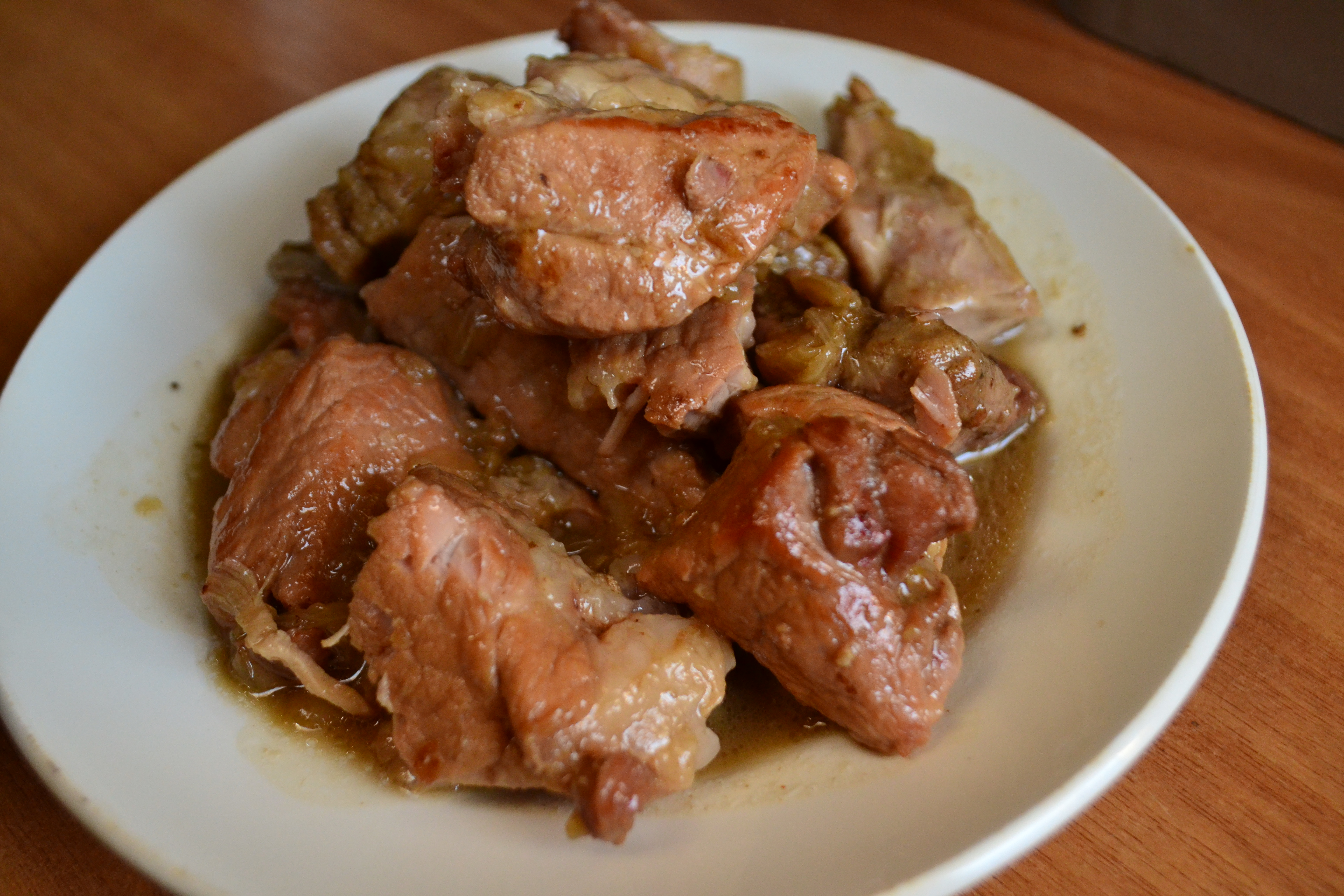
Верещака

М'ясо свинини тушковане з квасом. Різниця між цими стравами в тому, що верещака — цілковито м'ясна страва, тушкована у хлібному квасі, а шпундра тушкується на буряковому квасі із додаванням великої кількості буряків. Неперевершеним є також соус до цих страв, який загущували тертим хлібом, борошном або пшоном.

## Шкварки

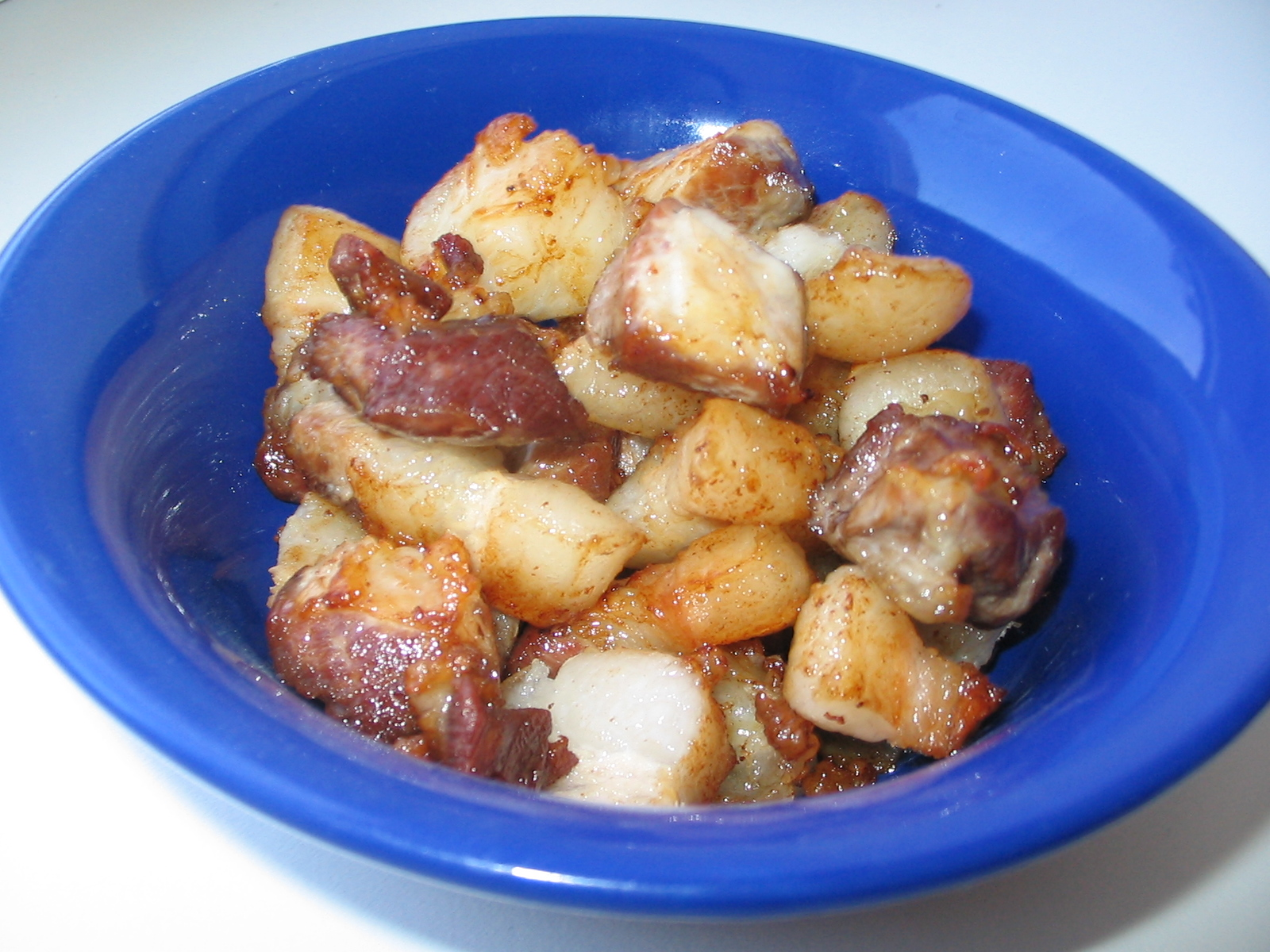
Шкварки

Шкварки — це засмажені шматочки сала, які застосовують для приправлення вареників, страв з круп та картоплі, у приготуванні страв. На столі вони завжди вважались ласощами. Готувались у горщику з додаванням цибулі, подавались головним чином до кров'янки, дерунів та різноманітних каш або просто з хлібом.

## Деруни

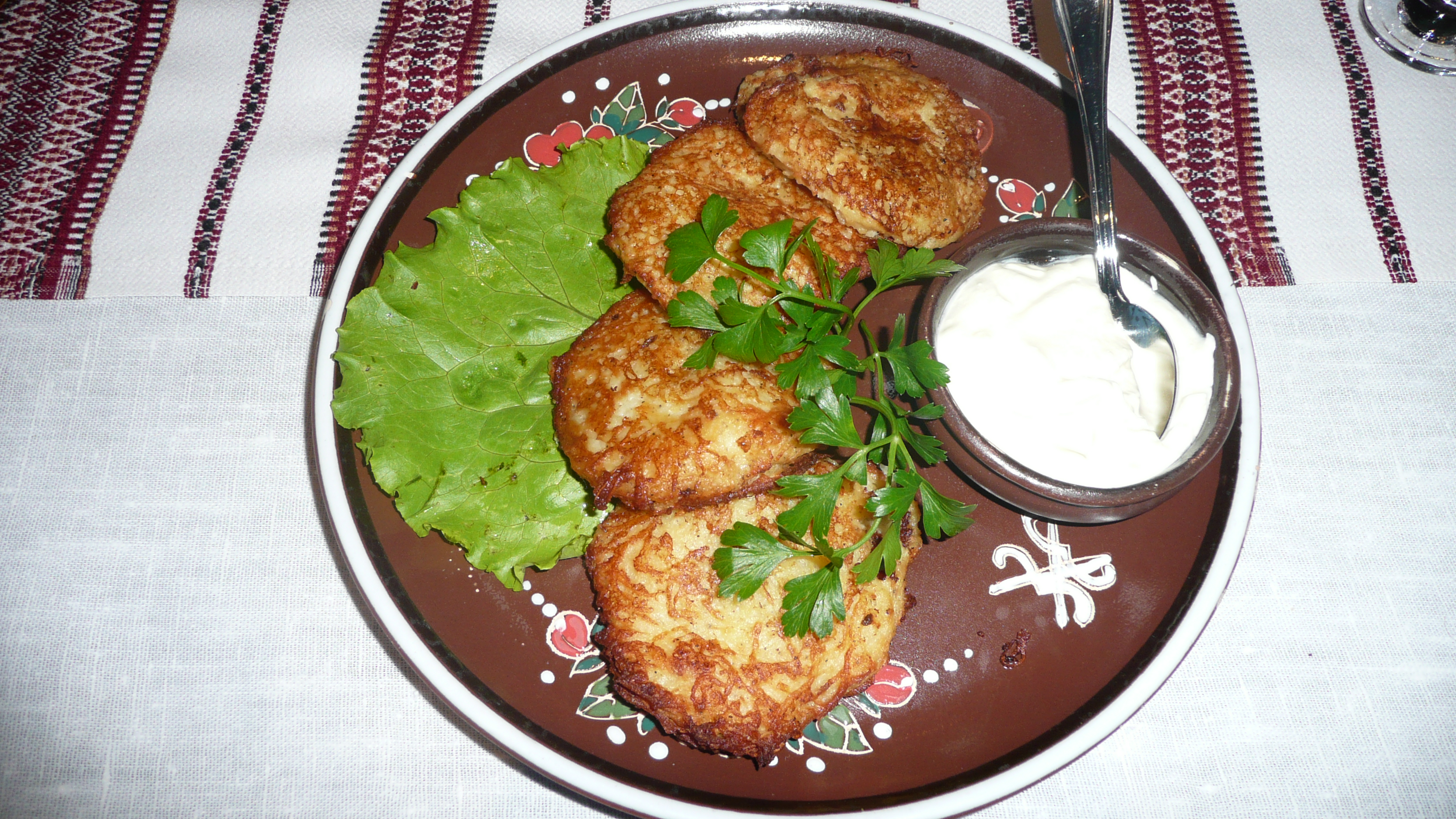
Деруни зі сметаною

Вони ж тертюхи, картопляні пляцки (Зах. Україна), дранікі (Білорусь), брамборакі (Чехія). Простіше — картопляні млинці, власне, від способу приготування яких (тертої, а в деяких регіонах кажуть — дертої картоплі) й походить назва деруни. Деруни зі сметаною є звичною частиною святкового столу на Благовіщення. У традиційній українській кухні деруни споживали найчастіше у неділю — на сніданок або вечерю. До столу подають з цибулею та шкварками або із толоченим чи тертим часником. До дерунів смакує сметана чи ряжанка.

## Ковбаси

### Кров'янка
Кров'янка — одна з небагатьох страв, яка витримала тиск релігійної заборони і виграла у досить нерівній боротьбі. Історично склалося так, що на заборону споживання крові в Україні не зважали, отже звичаєва національна поживна й корисна страва — кров'янка дійшла до наших днів.

### Домашня ковбаса
Є дуже поширеним видом ковбас, які виготовляють в домашніх умовах із свинини. Готується із заздалегідь почищених та помитих свинячих кишок, які заповнюють фаршем із нарізаного шматочками м'яса з салом у різних співвідношеннях. Приправами для домашньої ковбаси, залежно від рецепта, є мелений чорний перець, часник, гірчиця, кмин, ялівець. Після начиняння кінці кишок зв'язують, а потім підварюють та запікають у печі на пательні.
Ковбаси, зазвичай, робили перед Різдвом, Великоднем, і вони були обов'язковою й почесною стравою на святковому столі. В узвичаєній українській кухні це страва, яку робили переважно про запас. Для тривалого зберігання ковбасу складали у горщики, заливали смальцем і ставили у прохолодне місце.

## Сало
Достаток сала вважається в народі ознакою справжнього добробуту.
Сало вживають як самостійну їжу, головним чином, в сирому, запеченому вигляді, у вигляді шкварок або як різні приправи і жирову основу багатьох страв. Така увага до свинини споріднює українську кухню з кухнями західних слов'ян і угорців та білорусів. Сало їдять не тільки сире, солоне, варене, копчене і смажене, на ньому не лише готують, але ним шпигують інше м'ясо, де сало відсутнє. Сало також використовують для засмажування чи затовкування рідких страв: борщів, капусняків, юшок. Його використовують навіть у солодких стравах, поєднуючи з цукром або патокою.
Сало було одним з найважливіших продуктів тривалого зберігання, а також таким, який вживався у подорожах та під час обіду у робочий день як джерело снаги — хліба, сала та цибулини було досить для цілого дня важкої праці.

## Голубці

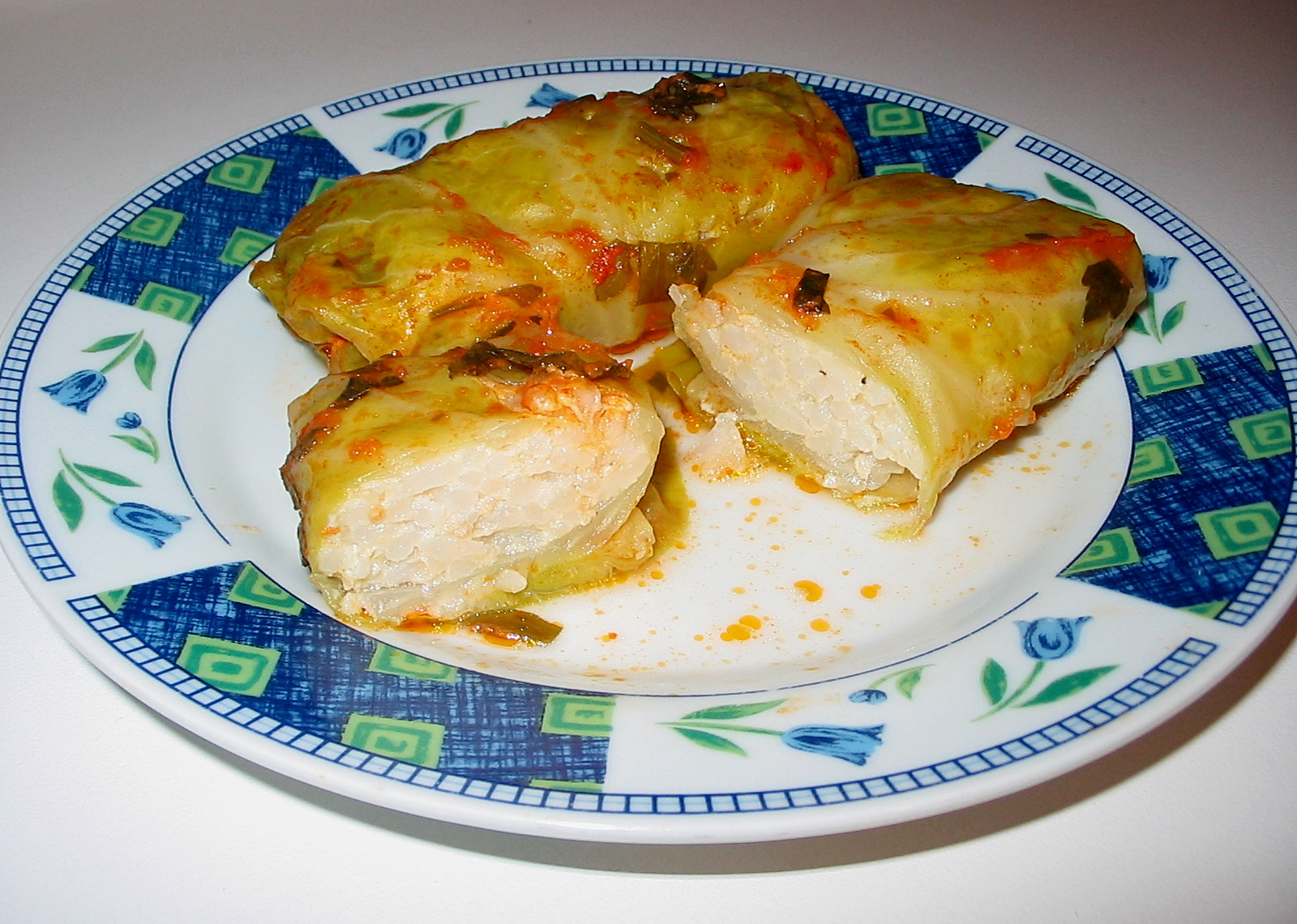
Голубці

Голубці названі на честь голубів — птахів, котрі уособлюють творчу силу вогню. Без голубців важко було уявити святковий стіл в українській родині. Голубці готуються із капустяного листя, що начиняється сумішшю із пшона (пізніше — рису), м'яса, подрібненої моркви, цибулі та прянощів. Найбільше смакують зі сметаною або поливкою з грибами.

## Безалкогольні напої

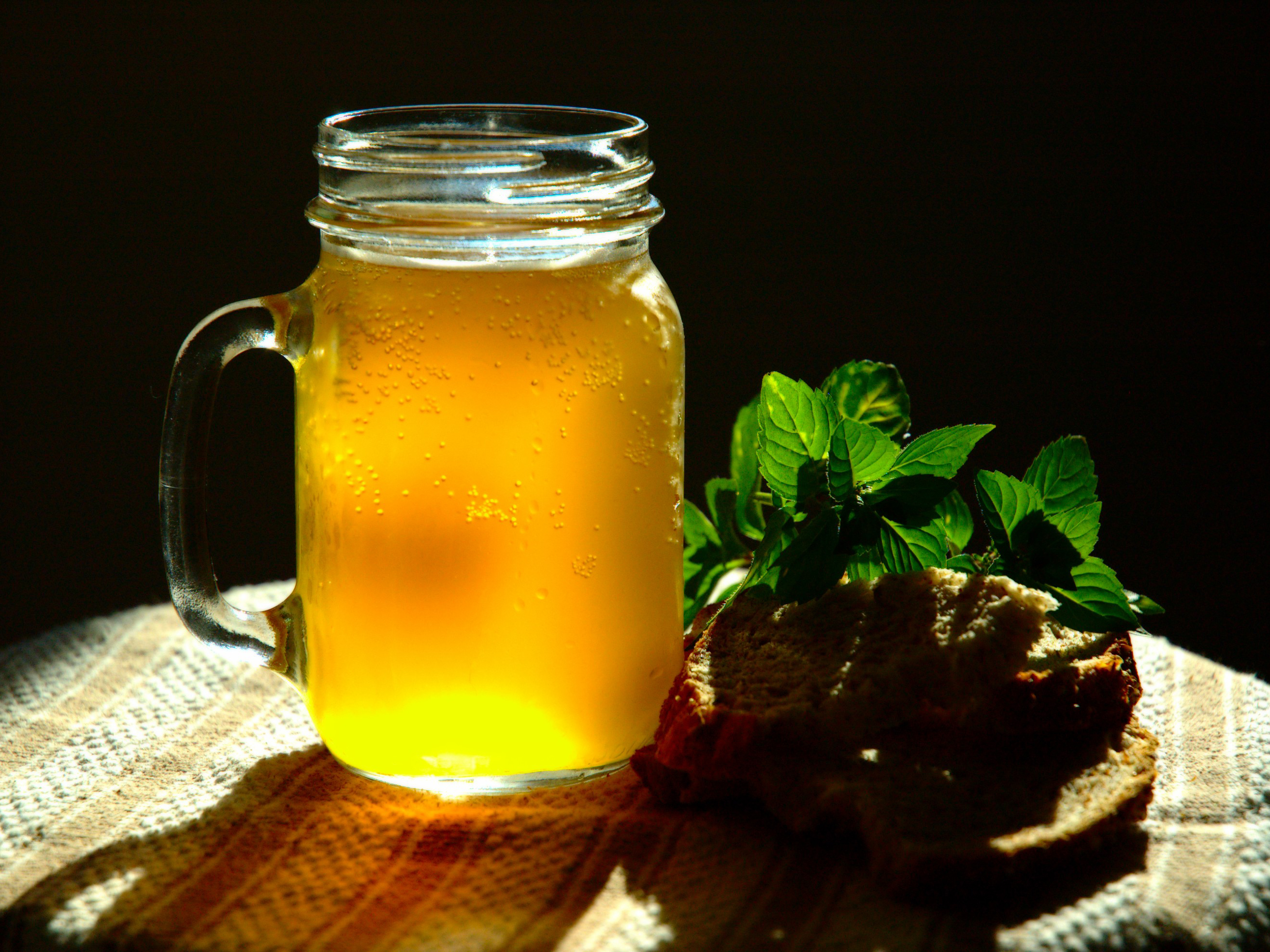
Кухоль квасу, приготованого з м'ятою

З напоїв для української кухні притаманні молочні, особливе поширення має пряжене молоко, кисляк та ряжанка. Одним з улюблених напоїв є також узвар — відвар фруктів. Також з давніх-давен в Україні цінують кваси: хлібний — з сухарів, фруктовий — із дичок — сирівець, а також борошняний, як-от ціберей.
Серед безалкогольних напоїв першість мав квас — повсякденний і святковий напій, відомий слов'янам ще з язичницьких часів, який вживали і у піст, і у м'ясоїд. Квас, на відміну від меду і навіть пива, був напоєм демократичним, доступним у повсякденні й простолюдинові. Літописець, вихваляючи щедрість і жебраколюбство князя Володимира Святославича, серед страв, призначених для бідних, називає квас. В ранніх джерелах згадується і солод як необхідна складова квасу.
Найпоширенішим був сирівець — хлібний квас, потім — ячмінно-солодовий, також готували яблучний, щавлевий, буряковий, березовий, кленовий квас. Способи приготування були прості: або шляхом природного зброджування (сквашування) житніх сухарів чи солодового борошна, залитих окропом, або ж шумування досягали за допомогою хмільних шишок.

## Алкогольні напої
Протягом багатьох віків мед залишався єдиним хмільним напоєм у східних слов'ян. В Україні мед вживали з давніх часів аж до 19 ст., і не лише як їжу чи напій, а й як ліки. Мед був обов'язковим напоєм на кожній учті й у князів, і в монастирях, мед давали пити навіть малим дітям, і лише в піст церква суворо обмежувала його вживання. Для власних потреб його варили домашнім способом у великих глиняних посудинах — корчагах, для продажу — у броварях, і потім зброджували. Серед ремісників впродовж до XVII ст. найповажнішою була професія медовара та пізніше броваря. З розвитком торгівлі та харчових технологій культурним атрибутом святкового застілля стали алкогольні напої — різноманітні коньяки, вина, міцні настоянки. Багато рецептів напоїв відомі українцям з давніх-давен. З великого різноманіття легендарних українських горілок особливо вирізняється медова горілка з перцем, в якій поєдналися протилежні смаки, що втілюють багатогранність і непередбачуваність самого життя — гіркота перцю, медовий смак і запашний аромат диких трав. Не позабуті калганівка, спотикач.
Друге місце серед напоїв після меду посідало пиво. Його здавна виготовляли з ячменю, солоду і хмелю. Пиво як напій згадується в багатьох давніх дописах поруч із «брашьном» — їжею, що свідчить про його велике значення у харчуванні. Аж до 18 ст. пивом справляли поминки чи тризну за покійними. Чужоземці відзначали щедрість отців церкви, які дарували гостям пиво й мед цілими діжками.
Завдяки сприятливим природним умовам, на теренах України споконвіку існувало виноробство. З давніх-давен вино виробляли грецькі колоністи, а в наші часи (початок ХХІ ст.) кримські, миколаївські, одеські, закарпатські вина та коньяки — відомі в усьому світі.
Багато виготовляли різноманітних наливок (наприклад вишняк), настояних на цукрі чи на горілці, що викликали захоплення й у місцевих споживачів, а особливо в іноземців. У 18—19 ст. до Москви й Санкт-Петербурга вивозилися залиті горілкою вишні, сливи й груші, які називали наливками.